# ローネ (オルデンブルク)
ローネ (オルデンブルク) (ドイツ語: Lohne (Oldenburg)) は、ドイツ連邦共和国ニーダーザクセン州フェヒタ郡の市である。この街は同郡第2の都市で、中級中心都市である。ローネはオルデンブルガー・ミュンスターラントで最も古い工業立地の1つである。ローネは、1994年からダンメ、ディープホルツ、ローネ、フェヒタで形成するシュテッテクヴァルテット（都市カルテット）の一員となっている。

## 地理

### 位置
ローネは、北のオルデンブルクと南のオスナブリュックとの間、オルデンブルガー・ミュンスターラントに位置している。ローネの市域を南から北に向かって、東部のヴェーザー川水系フンテ川流域と西部のエムス川水系ハーゼ川流域に分けるヴェーザー＝エムス分水界が通っている。ダンマー山地の支脈として形成されているゲーストリュッケン（砂の尾根）が、建て込んだローネ市街地の東側に位置している。さらにその東側はモーア（湿地帯）につながる。西側の土地は、北のフェヒター・マルクや、ローネの南に位置する大きな低地であるクヴァーケンブリュック盆地へと下がって行く。ローネは、ハーゼ川方向には主にホーペナー・ミューレンバッハ、ボーケルナー・バッハ、アウエ川を介して、フンテ川方向にはダーダウ川を介して排水がなされている。

### 自然区域区分
ローネの大部分は、自然区域区分上ベルゼンブリュッカー・ラント (585) に含まれる。ゲーストリュッケン（砂の尾根）は自然区域区分 585.03（ダンマー山地）に、ローネ北西部は 585.14（フェヒター・マルク）、南西部は 585.10（アルトラント）であり、ディンクラーガー盆地がその東部を形成している。
ローネの東部は、ディープホルツ低湿地 (584) に含まれており、ベルゼンブリュッカー・ラントとともにデュンマー＝ゲースト低地 (58) に位置づけられる。

### 保護地域、保護対象物

#### 自然保護区
ジュートローナー・モーア (NSG WE 174) は1986年から自然保護下にある。ただし泥炭工場は、「ジュートローナー・モーア」自然保護区に関する規約の第4条第1b項に基づき、1986年7月1日から採掘許可が取り消されるまで泥炭の採掘が認められている。
市の東部には大きな湿地が2つある。ブレゲラー・モーアとジュートローナー・モーアであり、これらはディープホルツ郡との郡境に至るまで広がっている。同じくディープホルツ郡と郡境に面した北の小さな部分に2007年から自然保護区に指定されているシュラインフェルダー・モーア (NSG WE 175) があり、ローネ市の市域にもかかっている。この地域はクローゲ＝エーレンドルフ地区の連邦道214号線南側にある。
市域の最も西側、連邦アウトバーン A1号線のすぐ西側に接してブルクヴァルト・ディンクラーゲ自然保護区 (NSG WE 291) のわずかな部分がある。

#### 景観保護区
ローネ市内には15箇所の景観保護区がある。
- LSG VEC 00072「フェヒタとシュタインフェルトとの間の森に覆われた部分があるゲーストリュッケン」のローネ部分、1986年から。
- LSG VEC 00049「ブルク・ディンクラーゲ」のローネ部分、1983年から。
- LSG VEC 00075「ボックホルスター・モーア、ヴィルダー・ポール、メルシェンドルファー池」のローネ部分、1984年から。
- LSG VEC 00050「クレーフェコルンス・ヘレ」、1937年から。
- LSG VEC 00051「パストラート・ローネの周囲の水堀」、1937年から。
- LSG VEC 00052「グート・ホーペン周辺の森」、1937年から。
- LSG VEC 00053「ブレットベルク邸近くの堀と森」、1937年から。
- LSG VEC 00054「急斜面の堤を持つ小川」ジュートローネのシュタインフェルダー通り西側、1937年から。
- LSG VEC 00055「ブルーフヴァルト」ツェルフーゼナー通りの南側、1937年から。
- LSG VEC 00056「不規則な幅の土塁」メルシェンドルファー通りの南西、1937年から。
- LSG VEC 00057「森林『イム・ファンゲ』」、1937年から。
- LSG VEC 00061「ローネの水車池」、1955年から
- LSG VEC 00062「クリンペンフォルター水車の水車池」、1937年から。
- LSG VEC 00066「クリュン＝ポット」、1955年から。
- LSG VEC 00072「森に覆われた地域を含むゲーストリュッケン」、1986年から。

#### 自然文化財
フェヒタ郡の自然文化財リストには、ローネから6件が登録されている。自然文化財に登録されているのは、オーク 4本、シナノキ 1本、クロマメノキの生育地 2箇所、Osmunda regalis が生えた生け垣 1箇所である。2箇所はブルク・ホーペンの南、ボーケンに2箇所、それにツェルフーゼンとジュートローネに1箇所ずつである。。

#### ビュルガー＝クリマパルク
連邦奨励プログラム「都市部での気候変化への対応」の一環として、ルーネンブロックの養魚池の南、ホーペナー・ブルクヴァルトの南、デルメンホルスト - ヘゼーペ線の南西に、広さ 7.3 ha のビュルガー＝クリマパルク（直訳: 市民気象公園）が造られた。この公園建設のために、連邦建築・都市・空間研究所 (BBSR) はローネ市に対して、2024年末までに50万ユーロを負担した。ローネ市は5万ユーロを拠出した。
プロジェクトが述べているビュルガー＝クリマパルクの目的は、この地域を「気候に関する学習を可能にし、気候に対する行動を起こさせるような、多様で自然な学習・体験の場に発展させること」である。基本計画では、ホーペナー・ヴァルトの周縁部を森、水、草原の各部に分けるとしている。訪れる人々は気象保護や気象変動の知識を学び、適切な行動オプションについて学ぶ。

### 隣接する市町村
ローネに隣接する市町村は北から時計回りに以下の通りである。
- フェヒタ（フェヒタ郡）
- ディープホルツ（ディープホルツ郡）
- シュタインフェルト（フェヒタ郡）
- ホルドルフ（フェヒタ郡）
- ディンクラーゲ（フェヒタ郡）
- バクム（フェヒタ郡）

### 市の構成
| - ボケルン・オスト - ボケルン・ヴェスト - ブレーゲル - ブレットベルク - ブロックドルフ | - ハムベルク - ホーペン - クリムペンフォルト - クローゲ＝エーレンドルフ - レルヒェンタール | - ローナーヴィーゼン - メルシェンドルフ - マイヤーフェルデ - モーアカンプ - ミューレンカンプ | - ノルトローネ - リーセル - シェルローネ - ジュートローネ - フォスベルク | - ヴルホープ - ヴィヒェル - ツェントルム - ツェルフーゼン |

### 気候
この地域は、北海からの湿った北西風の影響を受け温帯海洋性気候が支配的である。ローネの長期平均気温は8.5℃から9.0℃、平均年間降水量は約 700 mm である。5月から8月の間に平均20日から25日の夏日がある。

## 歴史

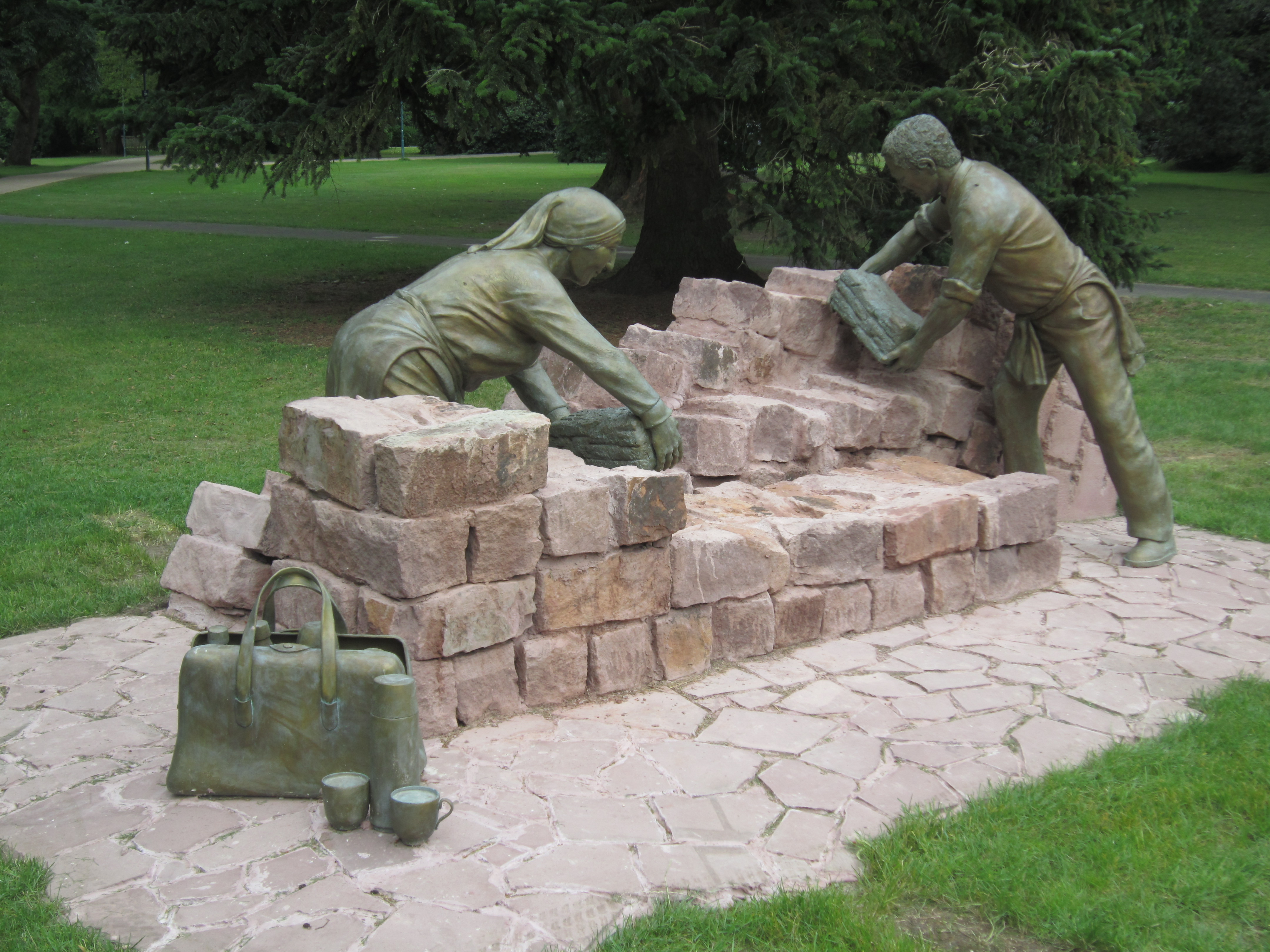
「2人のムーア労働者」像

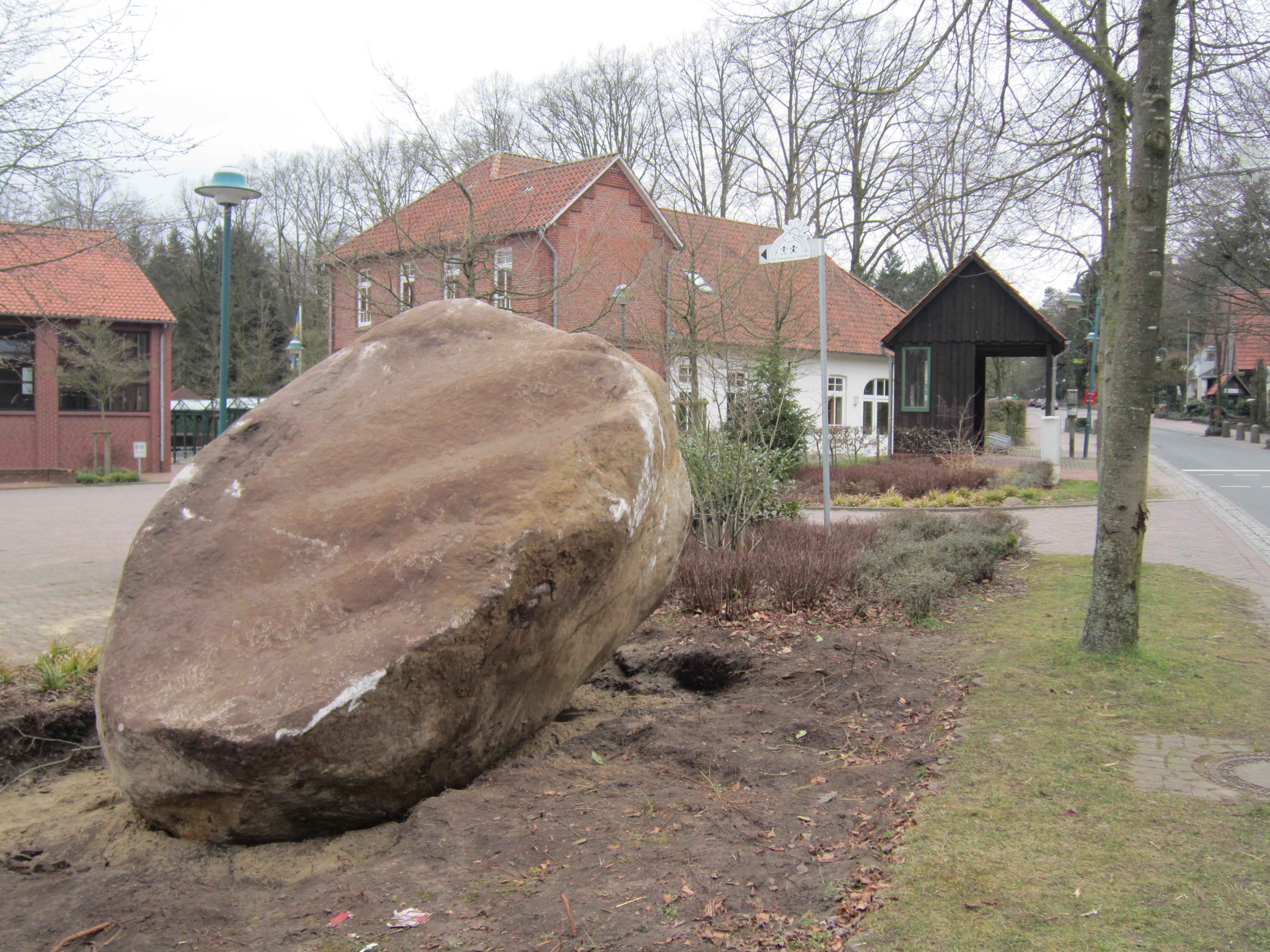
迷子石「アルター・シュヴェーダー」

780年、カール大帝は征服したザクセン人をキリスト教化するために9つの宣教区を設けた後、「オルデンブルガー・ミュンスターラントの使徒」と呼ばれる修道院長のゲルベルト・カストゥスによってヴィスベーク宣教小区が周辺で最初の教会組織として創設された。ローネ教区の最初の文献記録は、parochia Lon prope Vechtam として1188年になされている。ローネ教区は、ダンメと並んでデルザガウで最も古い教会で、おそらくカロリング朝に創設された。しかしこれは証明されていない。この両教会は1668年まで教会組織上オスナブリュック司教区に属した。
ローネは、980年に初めて文献に記録されている。当時は Laon という表記であった。場所が特定されていないローンブルクが、1188年のダーレ伯のレーエン台帳に記録されている。現在のローネ市の市境と面積は1827年に最後の変更がなされた。バウエルシャフト・ブロックドルフ全域は、1672年から1827年までディンクラーゲ家の主権下にあり、司法権はディンクラーゲ城に住むガーレン家が有していた。
ローネでは比較的早くから工業都市への発展が始まった。特にブロックドルフのガチョウ飼育場は、1801年からニブ製造の原材料を供給しており、1820年には5万本がローネで製造されていた。ローネでの集中的な畜産業によって、筆やブラシの製造も容易であった。1842年にローネはコルク製造工場を受け容れた。現在ローネで主流となっている合成樹脂産業はこの分野から発展した。
ローネは1907年に、広さ 4.54 km2 のシュタットゲマインデ（都市自治体）と 85.94 km2 のラントゲマインデ（田園自治体）に分割された。この分割と同時にローネの中心部は「シュタット」（市）に昇格した。1933年にシュタットゲマインデはラントゲマインデを蚕食して拡大した。1937年にシュタットゲマインデとラントゲマインデが合併してシュタット・ローネ（ローネ市）となった。第二次世界大戦後、ローネ市の人口は大きく増加した。1946年だけで約900人の故郷を逐われた人々がローネに定住した。その多くが福音主義を信仰していた。
1963年から1994年までローネには駐屯地があった。ドイツ連邦軍第25防空大隊第4ロケット中隊（1988年からは「シュタッフェル」と呼ばれた）が、ブレーゲラー・モーアに駐屯していた。その兵舎は1979年から公式に「Kaserne an den Landwehren」（直訳: 国防兵舎）と呼ばれ、ベルクヴェークにあった。シュタッフェルは1994年にアールホルンに移転した。ローネの兵舎は現在民間利用されている。核を搭載したナイキ型ロケットが1963年から1970年までローネに配備されていた。核弾頭には2つのバージョンがあった。コード名 B-XS の小さい方は2キロトンの破壊力があった。大きい方の B-XL は40キロトンの破壊力であった。後者は1970年代に20キロトンにまで破壊力を抑制された。最大10個の核弾頭が配備されていた。このうち2キロトンのXSが8個、40/20キロトンのXLが2個であった。
1966年にトルコ（主にアマスィヤ県）から最初の労働移民がローネにやって来た。彼らは泥炭工場に雇用された。彼らの妻たちも一緒にローナー・モーア（ローネ湿原）で重い肉体労働に従事した。現在ローネに住んでいるトルコ系住民の多くは、これら「パイオニア」とそれに従った親戚の子孫である。1966年以降にローネ東部のムーアで労働に従事した労働移民を讃えるために、2020年にローネ市立公園にベルント・マロによるブロンズ像「2人のムーア労働者」が建立された。
2016年3月にクローゲの農場から幅 2.50 m、長さ 3.60 m、重さ30トンの片麻岩の迷子石が掘り出された。これはニーダーザクセン州北西部で最大級の迷子石の1つで、ニーダーザクセン州鉱業・エネルギー・地理局 (LBEG) によって保護自然文化財に指定されている。この迷子石はクローゲの基礎課程学校前にある。この石は、2016年5月30日に公式に「アルター・シュヴェダー」と命名された。

## 住民

### 人口推移
| 年   | 1933  | 1939  | 1950   | 1977   | 1980   | 1990   | 2005   | 2008   | 2013   | 2016   | 2020   |
| ---- | ----- | ----- | ------ | ------ | ------ | ------ | ------ | ------ | ------ | ------ | ------ |
| 人口 | 7,611 | 8,254 | 11,993 | 18,211 | 19,194 | 20,219 | 26,053 | 26,499 | 27,127 | 26,446 | 28,972 |

### 宗教

#### 宗教統計

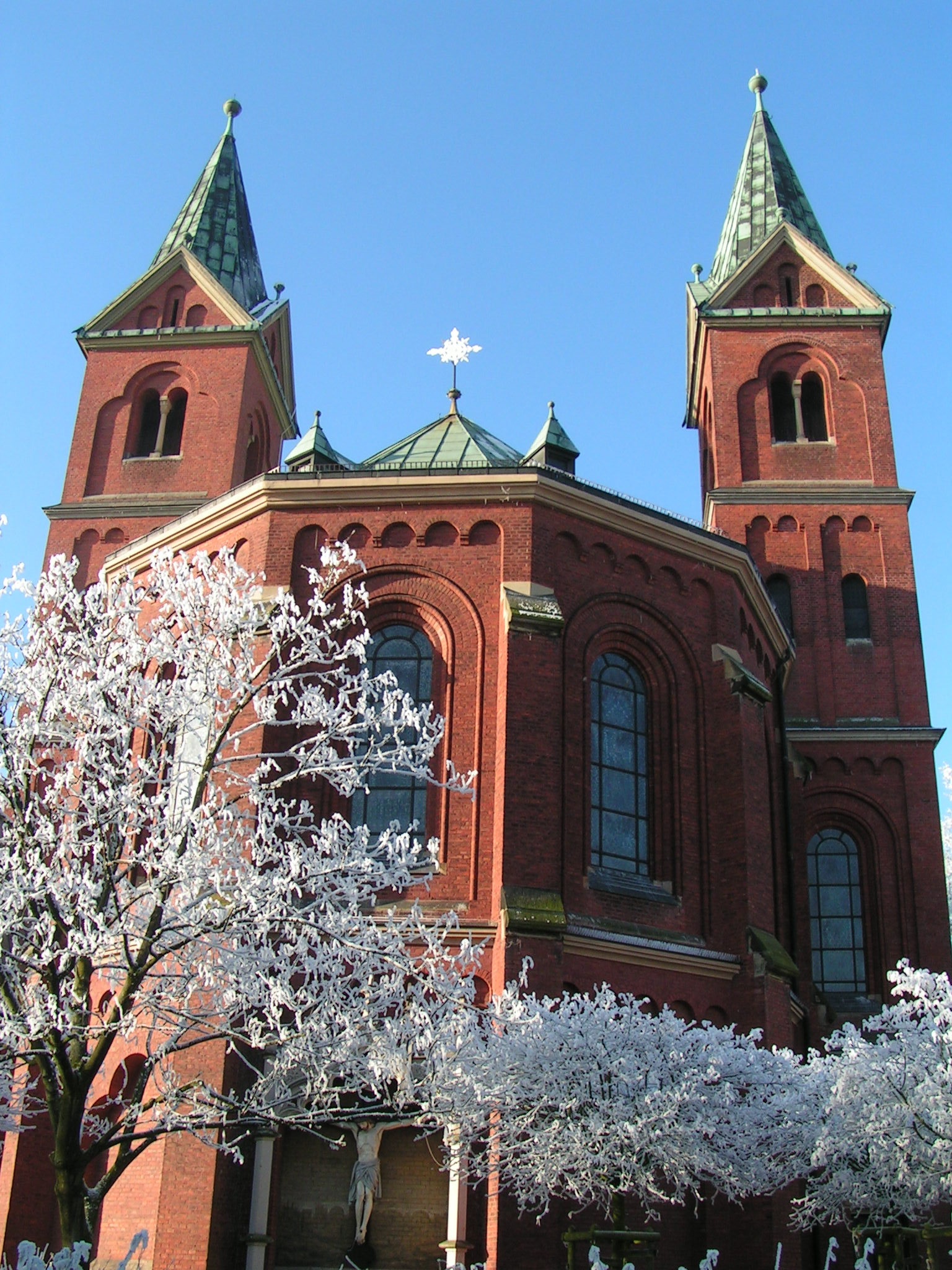
聖ゲルトルート教会

Zensus 2011によれば、住民の 67.6 % がローマ＝カトリック、15.8 % が福音主義、16.7 % がその他の宗教または無宗教であった。2023年末時点の統計では、カトリックが 52.6 %、福音主義が 13.0 %、その他の宗教および無宗教が 34.4 % であった。このように、プロテスタントやカトリックの信者数は減少している。

#### カトリック教会
ローネとその各地区には以下の教会がある。
- 教区教会聖ゲルトルート教会[22]
- 聖ヨーゼフ支教会
- 聖マリア・ゴレッティ支教会（ブロックドルフ）
- 聖アナ・クルス巡礼・慈善礼拝堂
- ヘルツ・イェズ支教会
- リーセル礼拝堂

#### 福音主義教会
- 聖ミヒャエルス教会[23]

#### モスク
- Bilal-i Habeşi Camii モスク

## 行政

### 市議会
ニーダーザクセン州の市町村議会は、5年ごとの直接選挙で議員が選出される。人口25,001から30,000の自治体における議員定数は36議席であるが、2024年現在、実際のローネ市の市議会は34議席からなっている。これは、1議席は2021年9月の市議会議員選挙で AfD が1議席を獲得したのだが、選出された AfD 代表がこの選挙結果を受け容れず、その後任がいなかったためである。もう1議席は、UBGは4人の候補者を立てたのだが、選挙で5議席分の支持票を獲得したため、1議席が空席のままとなった。
ローネ市議会にはこれらの選出された議員の他に市長も参加し、議会での投票権を有している。

### 首長
ローネ市の市長はヘンリケ・ヴト (CDU) である。彼女はローネ史上初の女性市長である。2022年3月6日の市長選挙で彼女は CDUの候補者として最初の投票で 59.22 % の票を獲得した。前任の市長トビアス・ゲルデスマイヤーが2021年11月1日からフェヒタ郡の郡長となったため、通常と異なる選挙日であり、彼女の任期は2031年までである。

### 紋章
紋章は、1912年1月3日にオルデンブルク大公から授与された。第1フィールド（向かって左上）と第4フィールド（向かって右下）は、当時のオルデンブルク大公国の同じフィールドと同一である（横帯と十字）。第2フィールド（向かって右上）は、都市の特徴であり、村の教会のシンボルとして教会堂が描かれている。この村の教会は980年に皇帝オットー2世の寄進により創建されたメムレーベン修道院であり、この地域の中心的教会である。第3フィールド（向かって左下）には、19世紀に重要であった家禽産業を表す翼が描かれている。冠は市民が活動的であることへの報酬と賞賛を象徴している。

### 姉妹都市

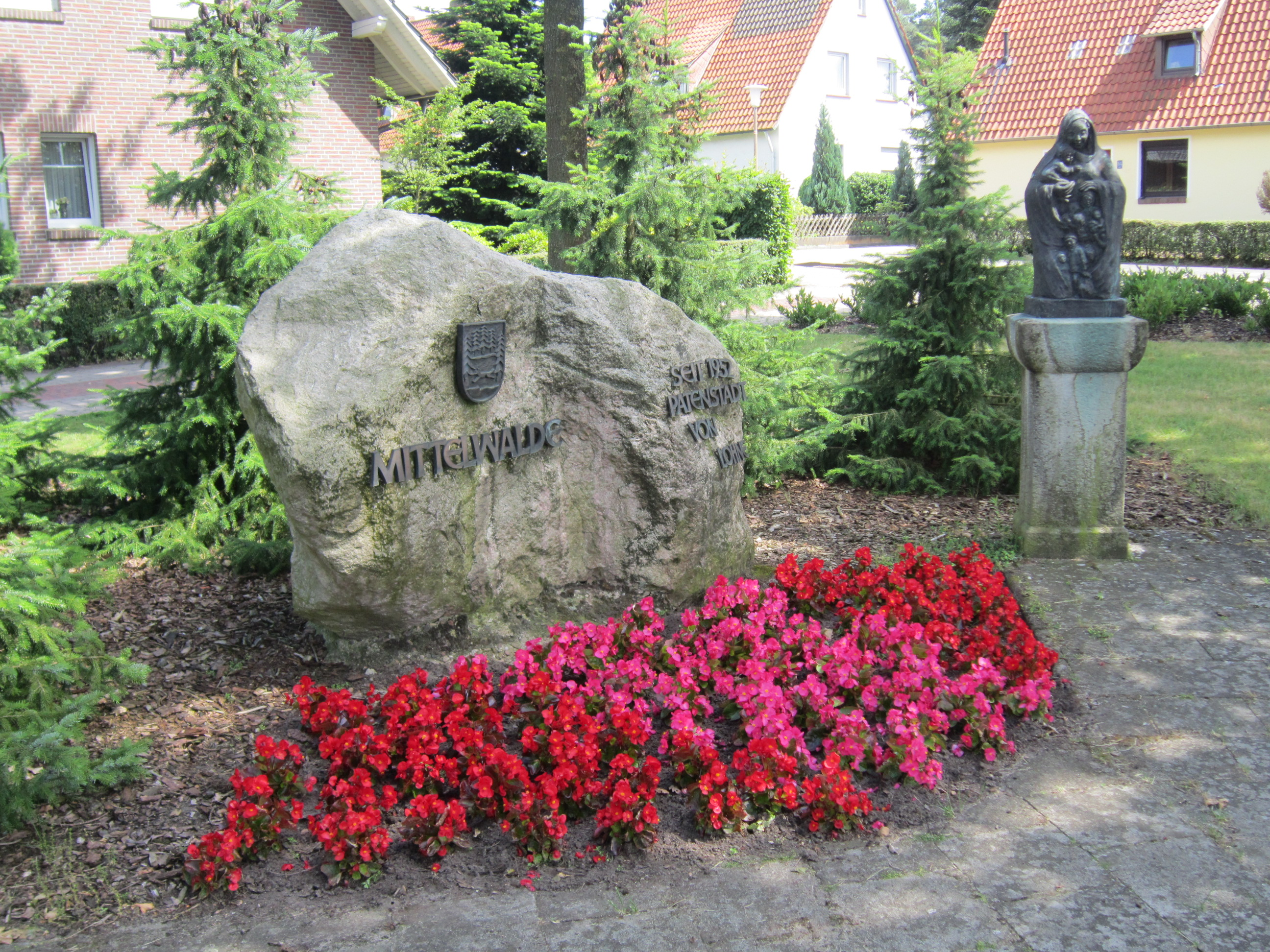
ミッテルヴァルダーシュタインと「マントの聖母」

- リクサイム（フランス語版、英語版）（フランス、オー＝ラン県）1987年から
- ミエンジレシエ（ポーランド語版、英語版）（ポーランド、ドルヌィ・シロンスク県）2010年から

リクサイムとの姉妹都市関係は、ローネの企業ペッペルマン社が1966年にリクサイムに国外支社を設置したことに遡る。
1946年にローネが受け容れた900人の故郷を逐われた者の大部分がニーダーシレジエンのミッテルヴァルデ（1945年からミエンジレシエ）からやって来た。ミエンジレシエとの姉妹都市関係は、ミッテルヴァルデ出身の市議会議員で画家のヨーゼフ・アンドレアス・パウゼヴァングの主導による。ローネに移り住んだ人の数が多かったことから、1950年代以降2年ごとに、当時のミッテルヴァルデ移住者がドイツ全土から集まる同窓会の開催地となっている。
ミューレンカンプ地区には、ミッテルヴァルデの人々の運命を記念して、「ミッテルヴァルダー・シュタイン」（石碑）とシレジエン出身のファーレルの芸術家ユディト・フォン・エーセン（1924年-2004年）が制作したブロンズ像「マントの聖母」がある。この像は、故郷を逐われた人々をマントの下で庇護する聖母マリアを表している。ローネ市庁舎の地下は、市のフォトアーカイブであるが、ここにミッテルヴァルデ郷土室が併設されている。

## 文化と見所
2011年9月にローネは、ルーツィー・ウプトモーアの働きにより、ニーダーザクセン州の「女性の町」に認定された。

### 演劇と演芸
- ローネ野外劇場
- ローネ・ギムナジウムのミュージカル AG
- ボーケルン＝メルシェンドルフ射撃クラブの演劇グループ

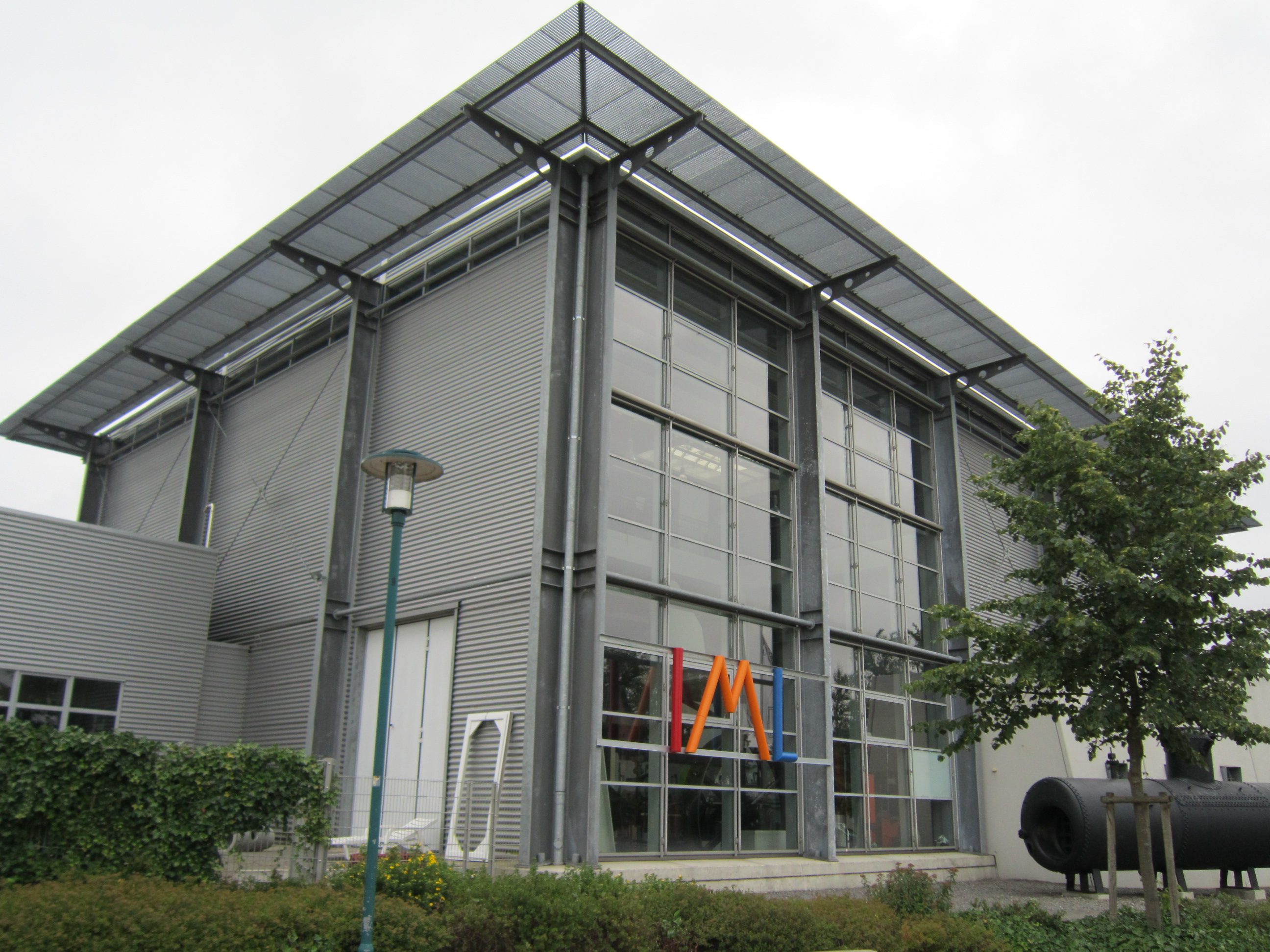
ローネ工業博物館

- テアターリング・ローネ e.V.
- カメレオン演芸場

### 博物館
ローネ工業博物館は、この地域の工業史、特にかつてのローネの様々な専門産業分野を紹介している。2007年秋から隣接するコントールハウスにルーツィー・ウプトモーア・ギャラリーが入居している。ここではローネの芸術家ルーツィー・ウプトモーア、ハインリヒ・キンゲンベルク、ヨーゼフ・アンドレアス・パウゼヴァングの作品が展示されている。

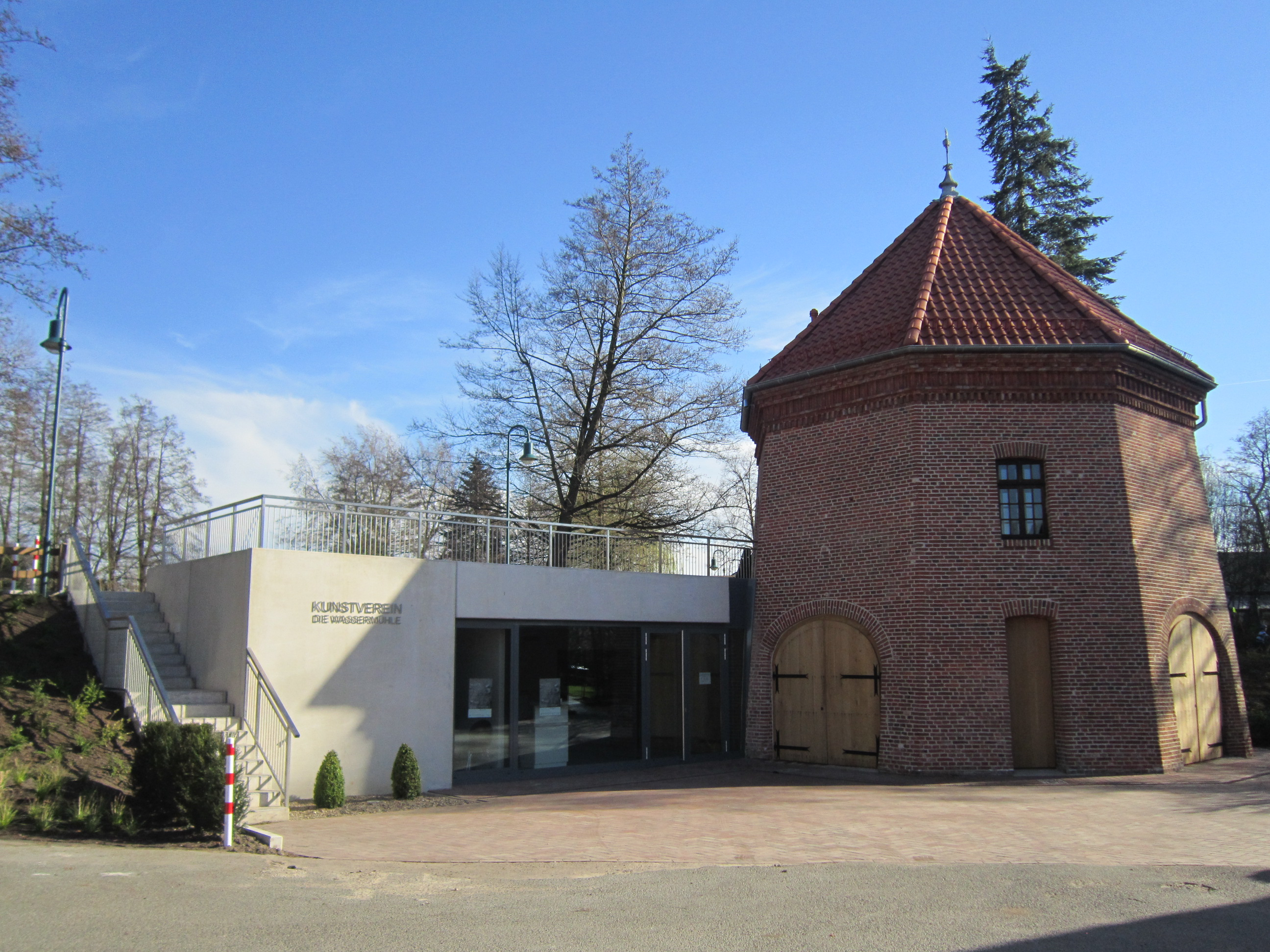
ディー・ヴァッサーミューレ・ローネ

### 展覧会
芸術クラブ「ディー・ヴァッサーミューレ・ローネ e.V.」（直訳: ローネ水車）は市立公園の水車小屋内で、国内外の現代芸術家の作品を定期的に展示している。増築部分は2014年3月7日に完成した。

### 建築

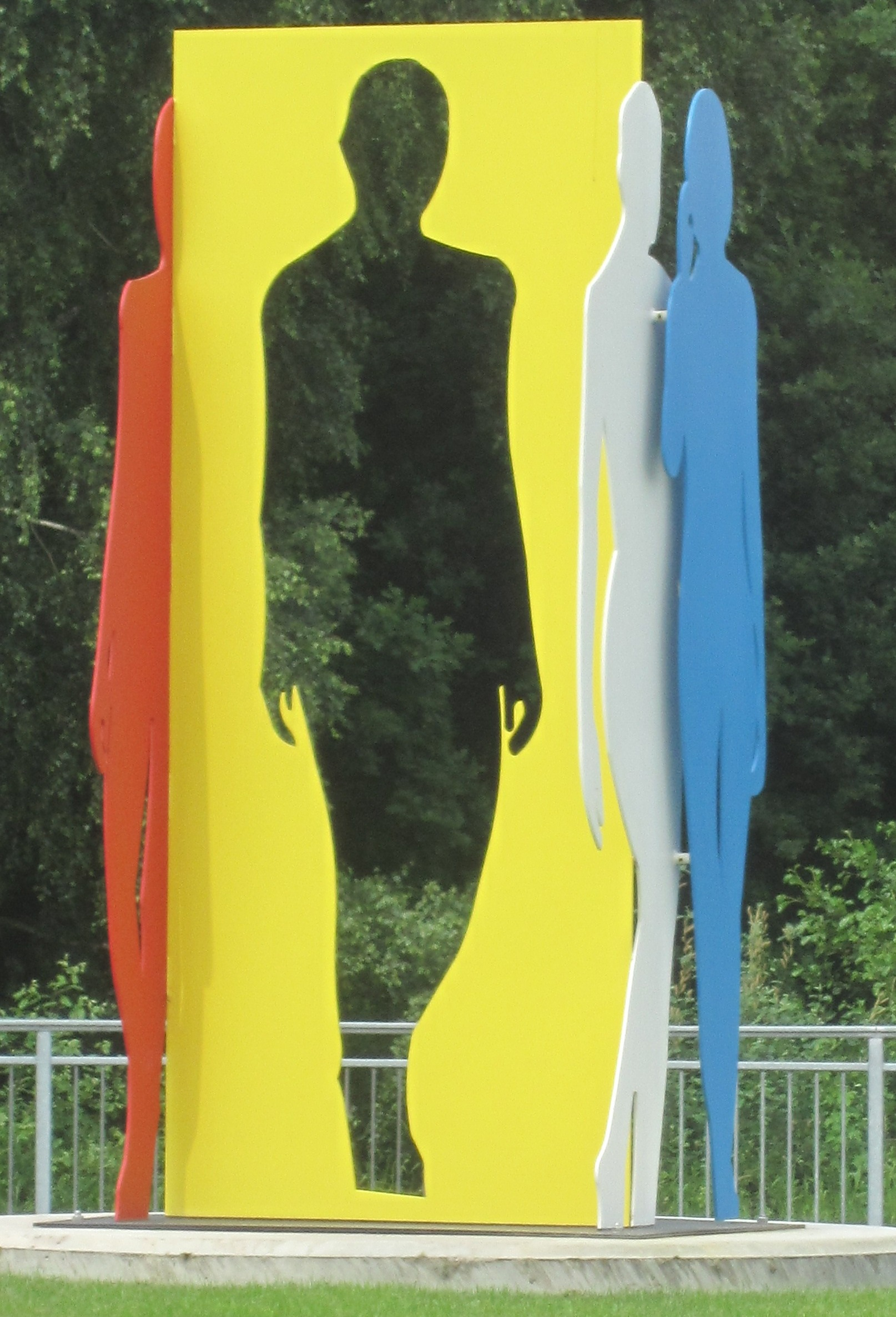
Jede Menge Leute（多くの人々）

- 聖ゲルトルート教会。立派な主祭壇を有する。
- 聖アナ＝クルス礼拝堂（巡礼礼拝堂）。霊泉を有する。
- 「ポストラーツミューレ」（市立公園内の歴史的な水車）[31]
- 風車「エルバース・ミューレ」
- シュタットヴァルト（市の森）の展望塔
- 水城ホーペン城
- 都市の邸宅（クロディウス邸、タフォルン邸、トレンカンプ邸、トレンカンプおよびボーマン邸、ウプトモーア邸）
- 「ローネウム」2018年に開館した文化・スポーツセンター

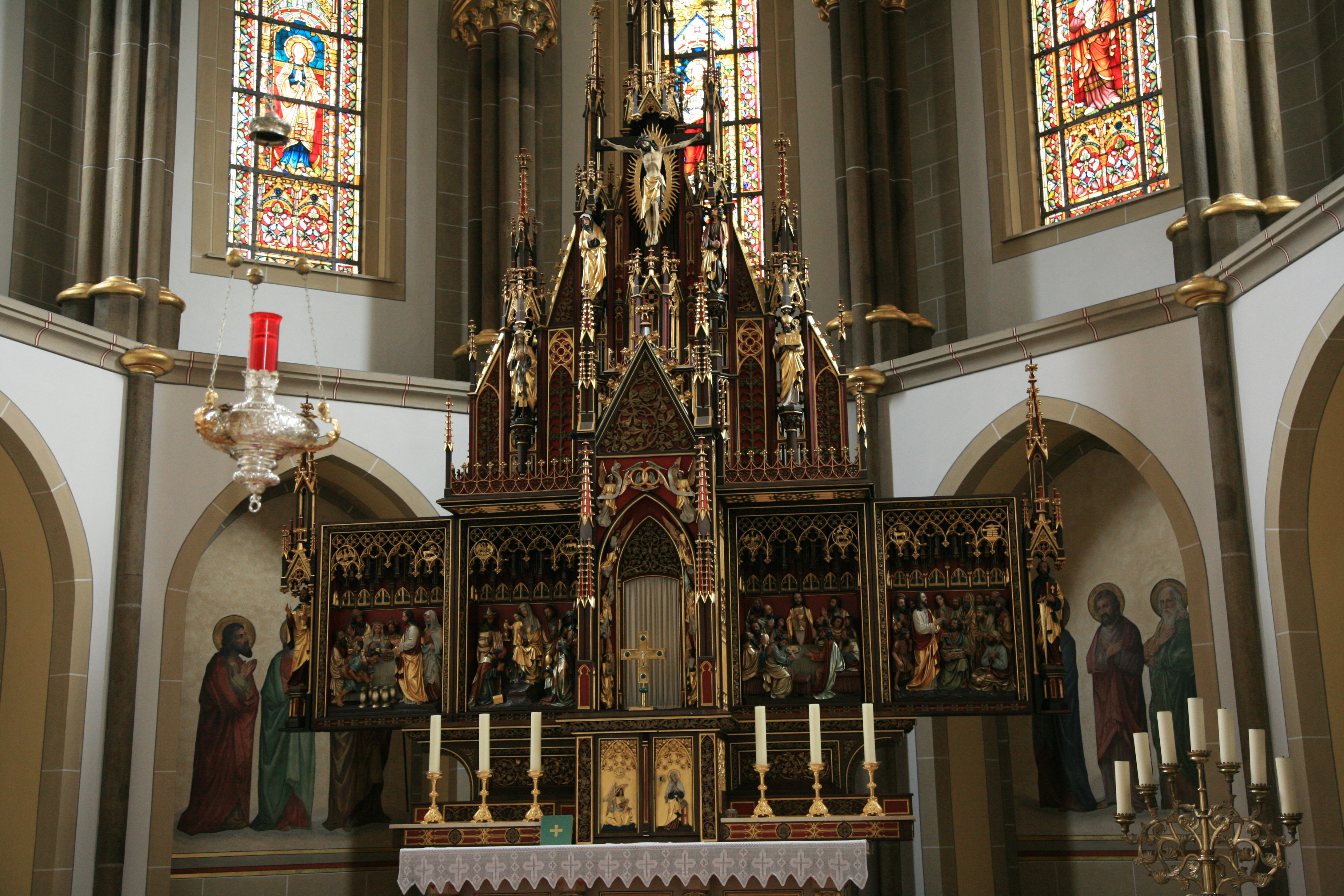
聖ゲルトルート教会の主祭壇
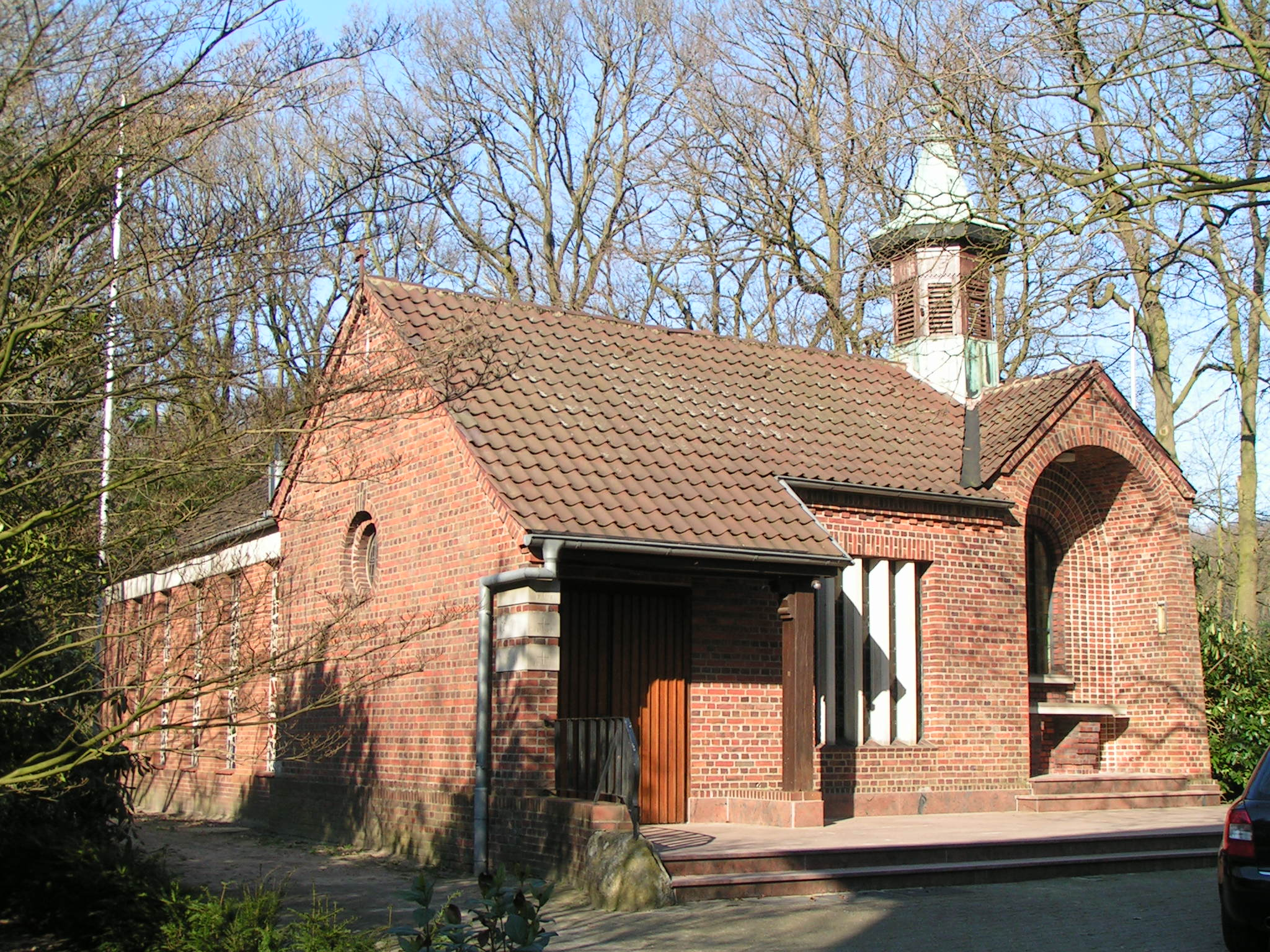
聖アナ＝クルス礼拝堂
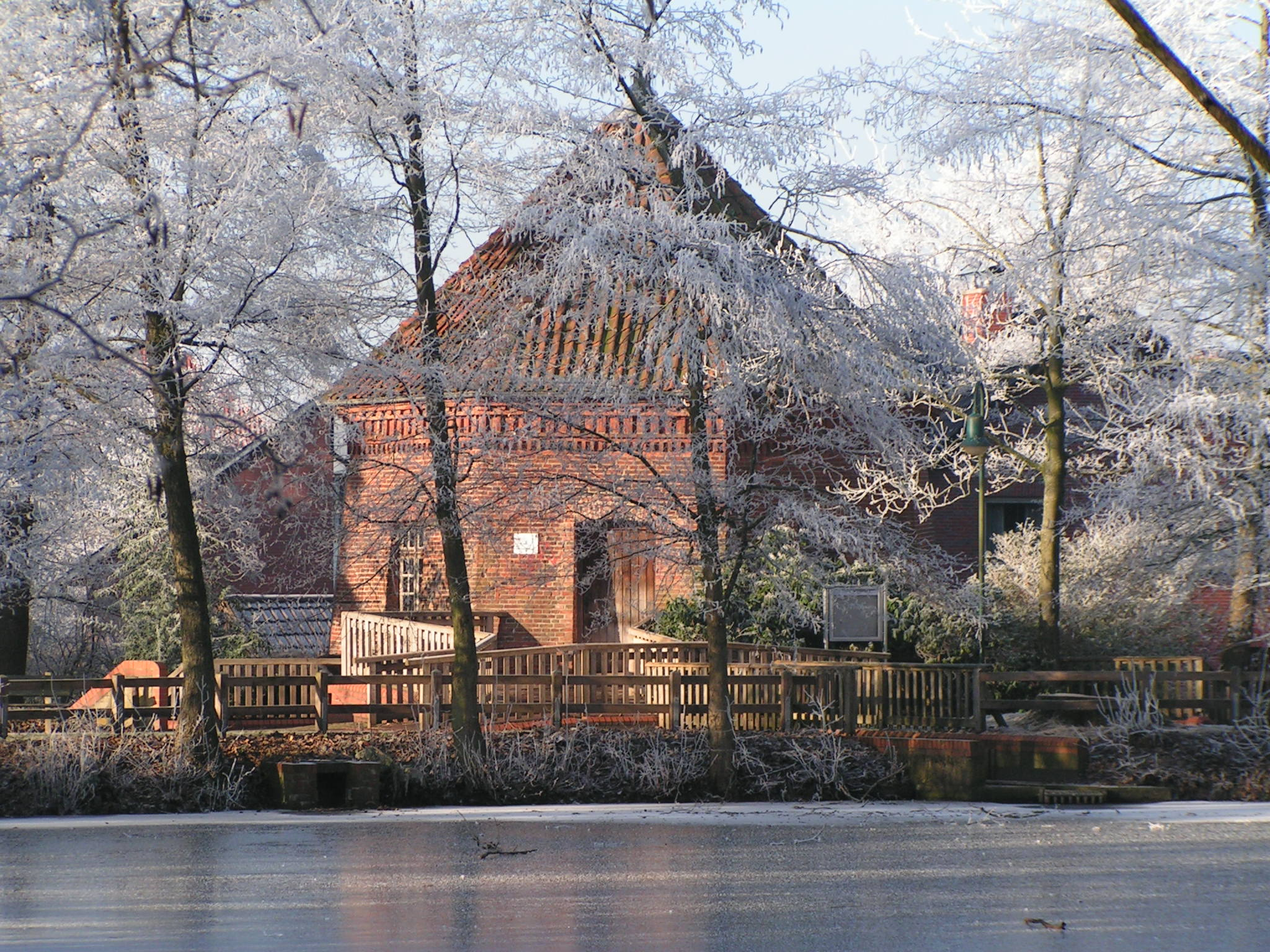
市立公園の水車（ポストラーツミューレ）
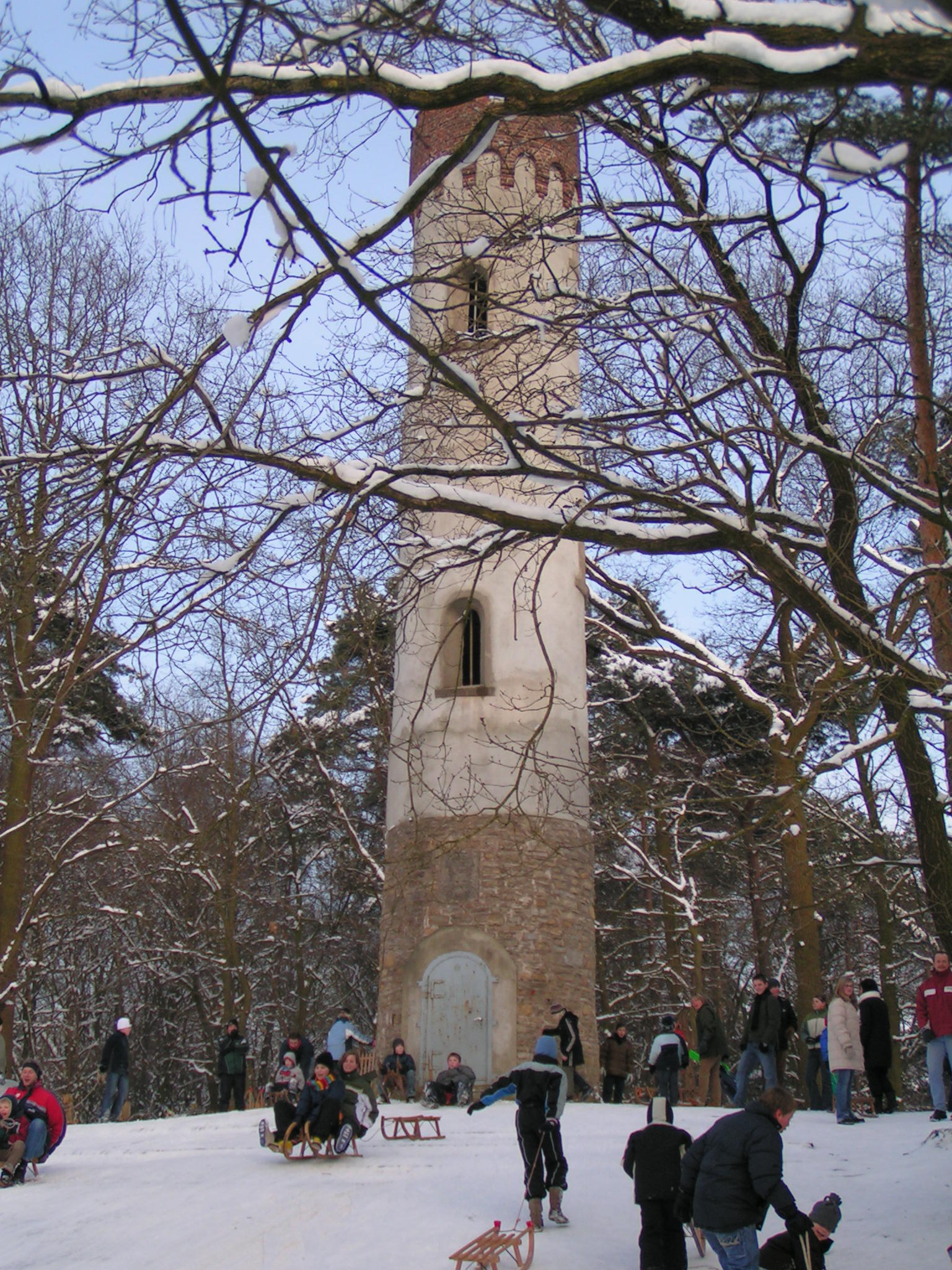
市の森の展望塔
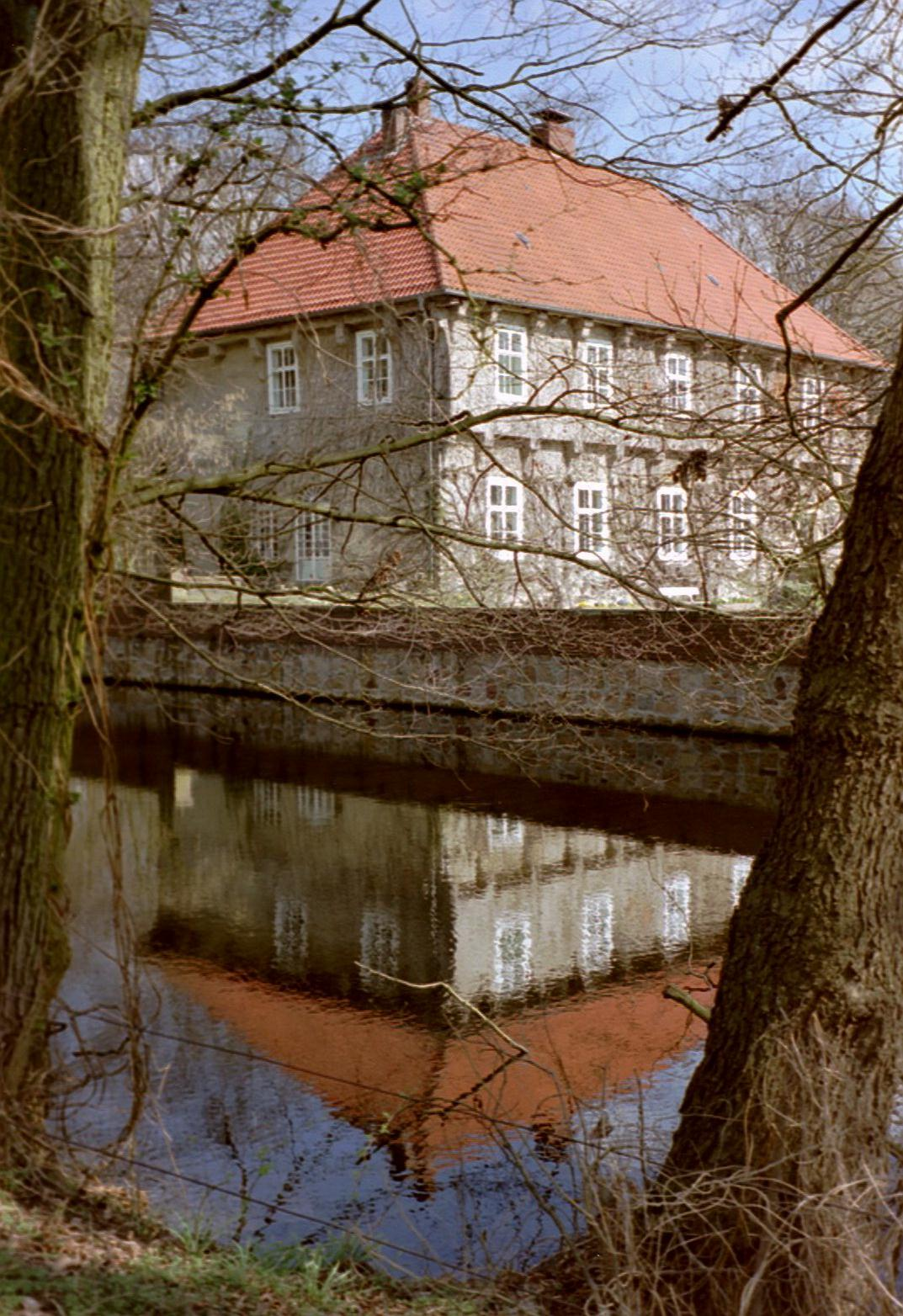
ホーペン城
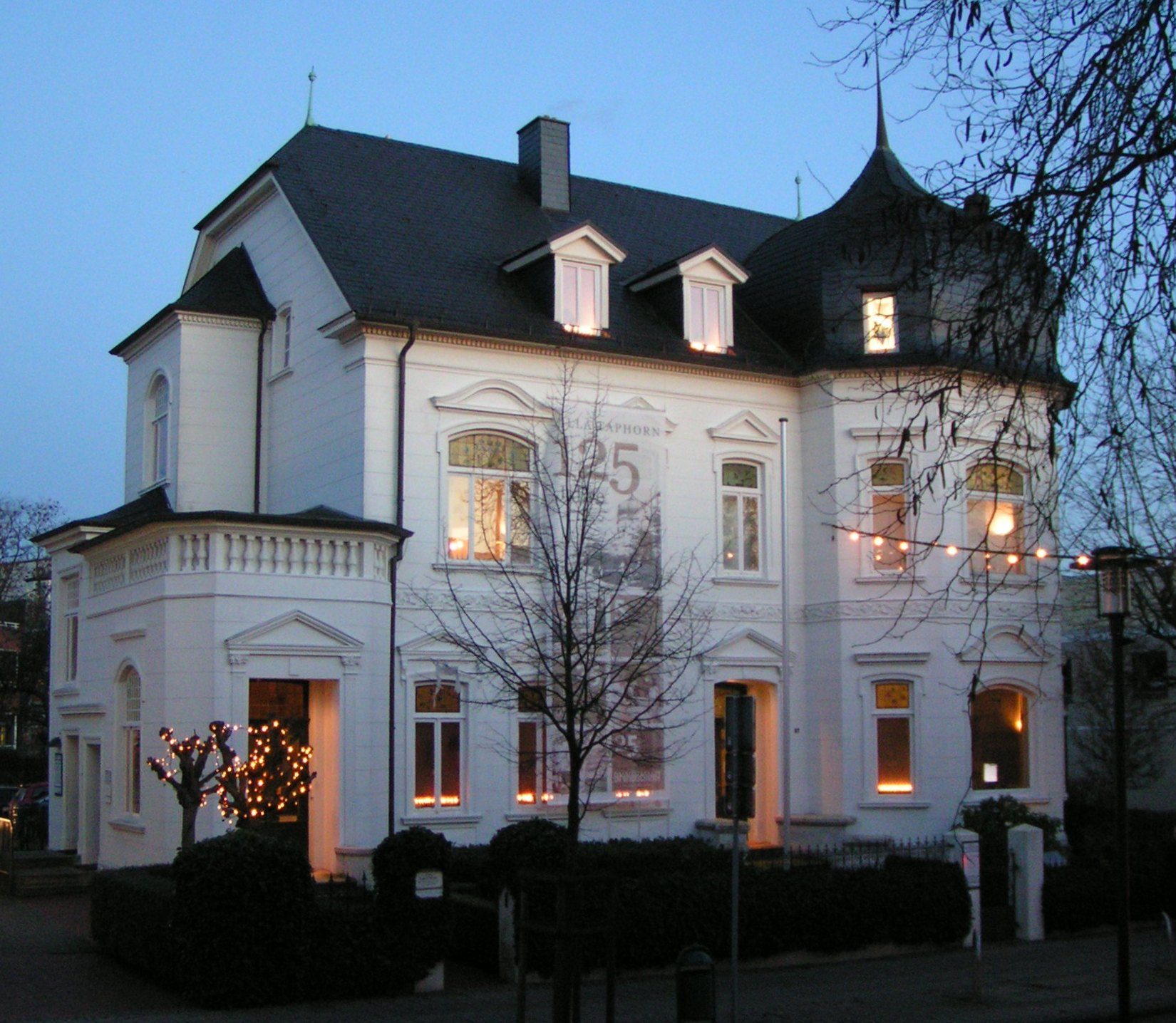
タフォルン邸
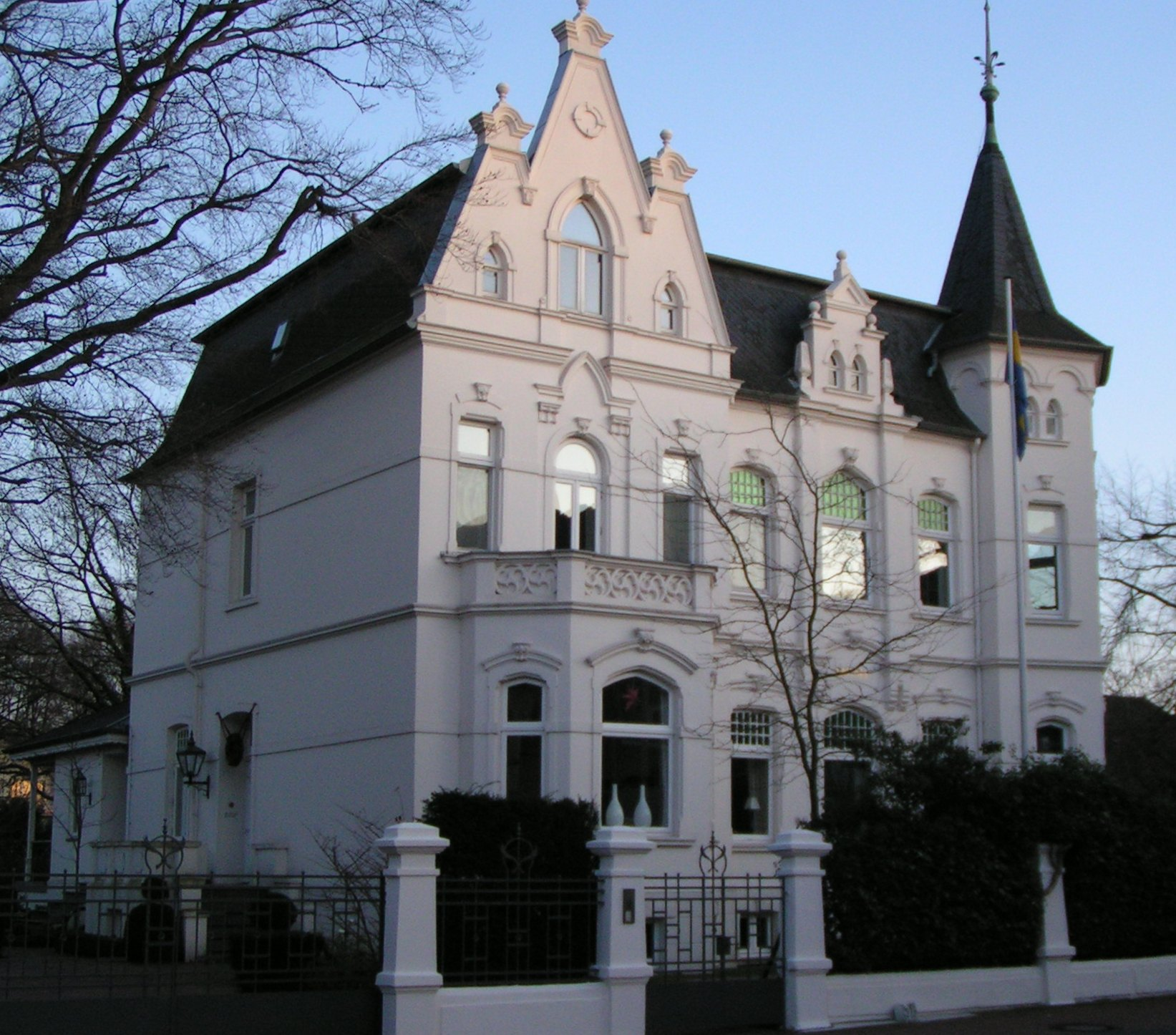
トレンカンプ邸
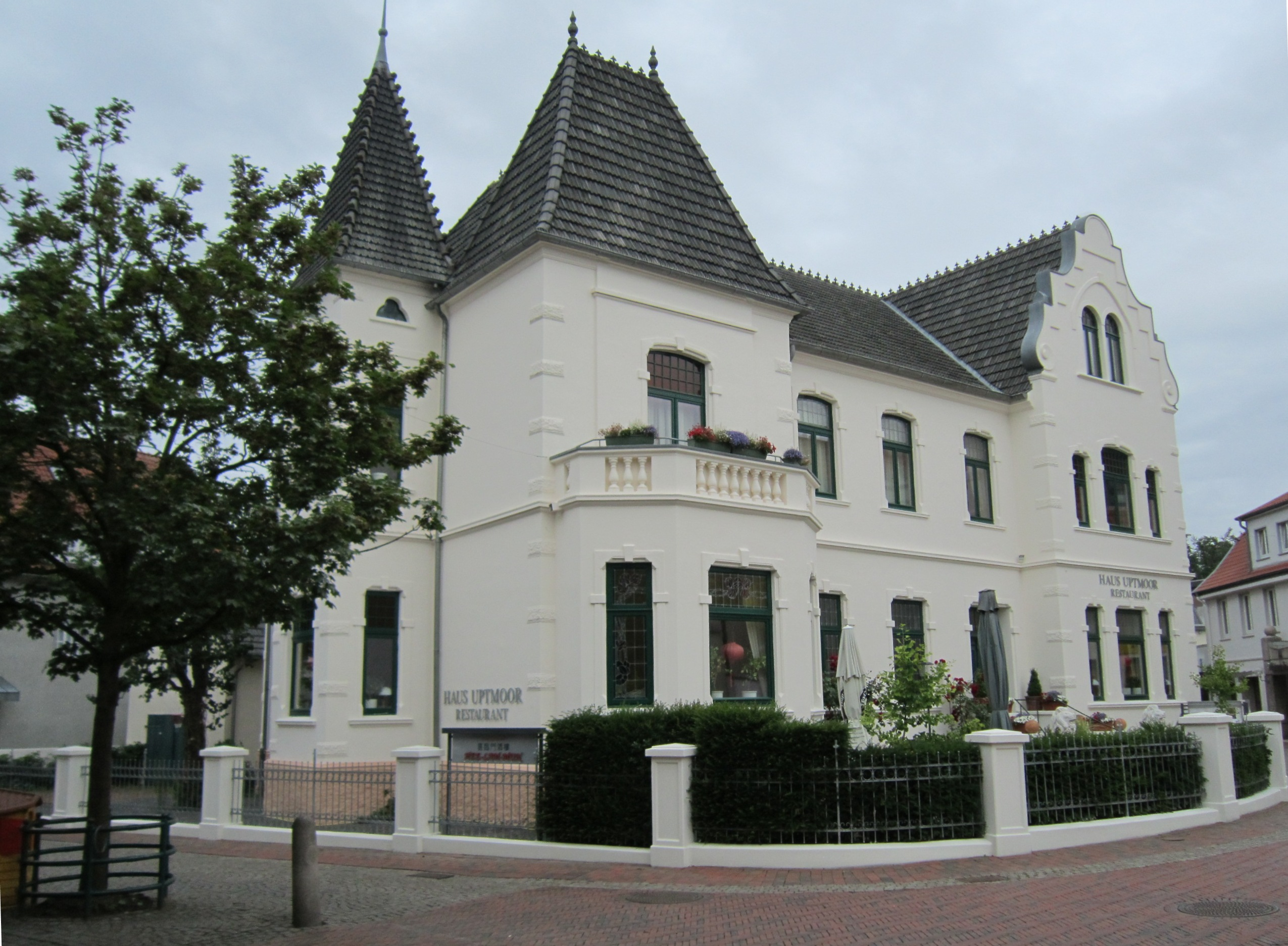
ウプトモーア邸
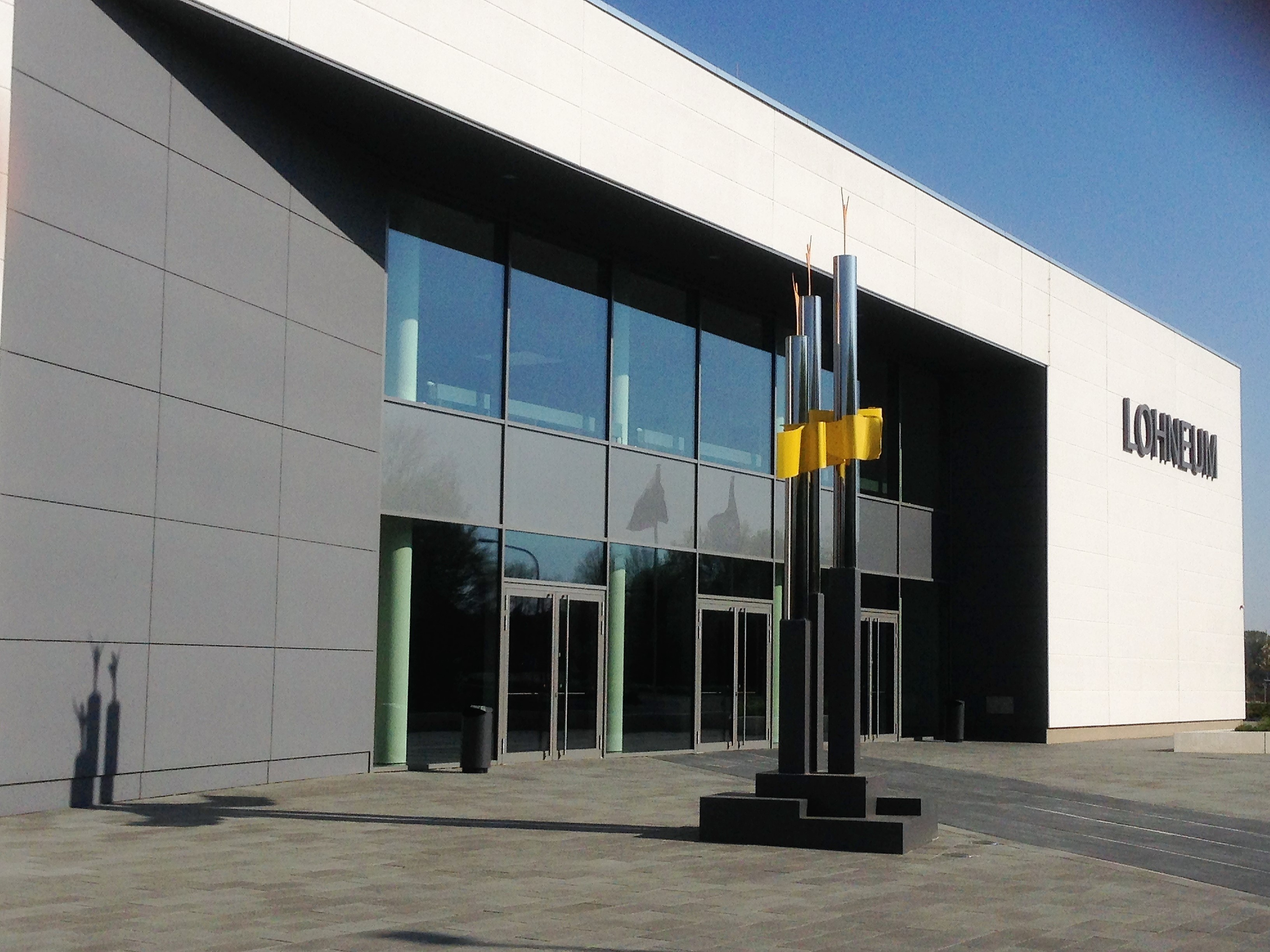
ローネウム

### 公共展示されている芸術作品

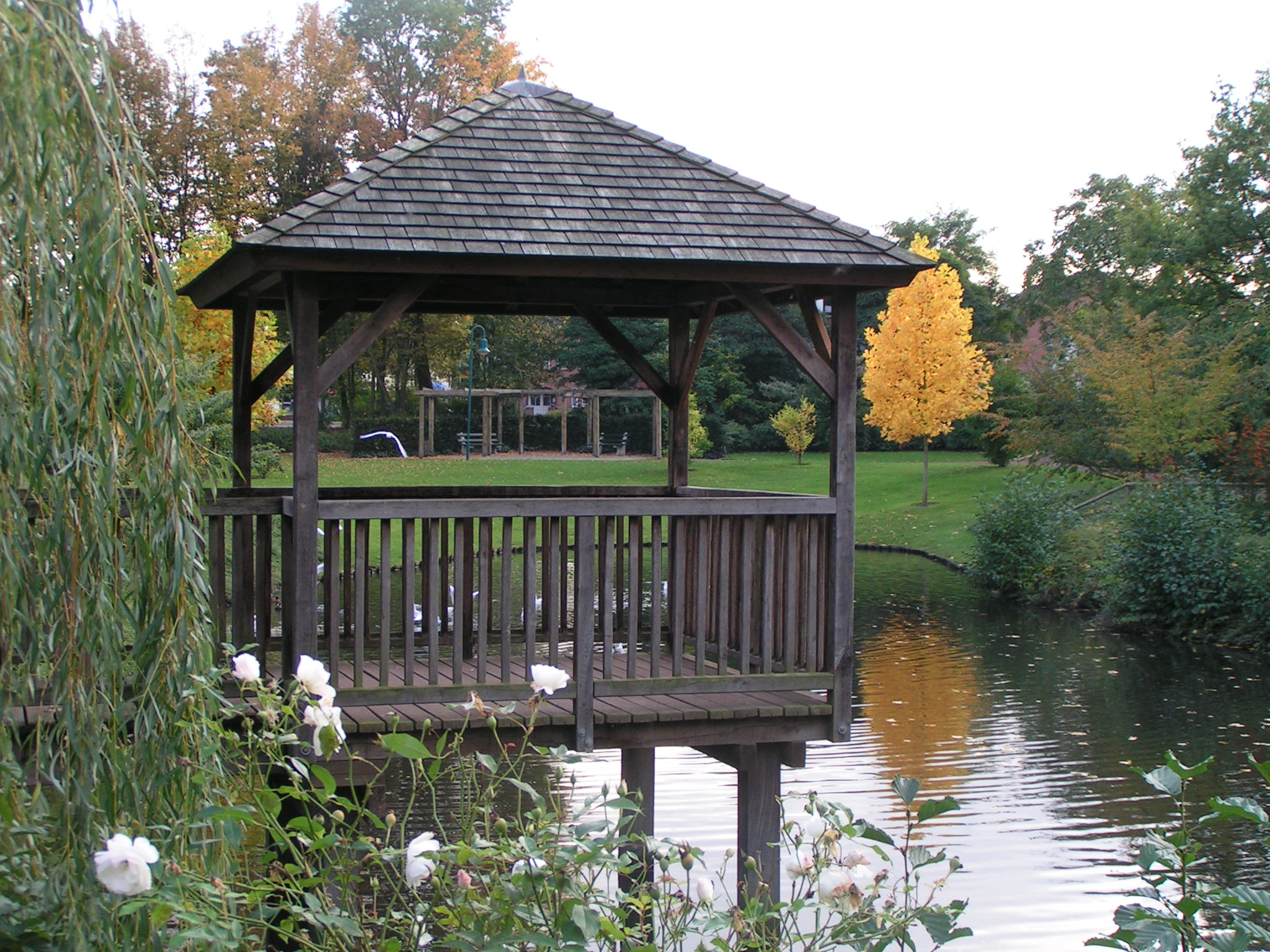
市立公園

- ハンス＝ゲルト・ルーヴェ作「Gänseliesel（直訳: ガチョウ番の娘）」像（1978年、ブロンズ）ケッテラーシューレ近く
- ホルガー・フォークト作「Begegnung（直訳: 出会い）」像（1986年、ブロンズ）アドルフ＝コルピング職業学校近く
- ユルゲン・ゲルツ作、泉の像「EGOLOHNE 88」（花崗岩、ブロンズ、アクリル絵具、合成樹脂）旧市場（歩行者専用地区）
- ユディト・フォン・エーセン作「Mantelmadonna（直訳: マントの聖母）」像（1991年、ブロンズ）ミッテルヴァルダー通り
- アルザスの芸術家ジャッキー・ムーレンバッハ作「Gestern – Heute – Morgen（直訳: 昨日 - 今日 - 明日）」像（1992年、アカシア材）ローネ市立公園内
- ルドルフ・カイザー作「Zwei Stühle-Thron（直訳: 2つの玉座）」像（1992年、アンレヒター・ドロマイト）市庁舎前
- ヴォルフ・ブレル作「Lohner Wasserstein（直訳: ローネの水岩）」像（1992年、ヘッセンのダイアベース）市立公園内
- ベルンハルト・クラインハウス作「Das tapfere Schneiderlein（直訳: 勇敢な仕立屋の女）」像（1992年、ブロンズ）ベルクヴェーク
- ヴォルフガング・ロスドイチャー作「Befreite Formen（直訳: 解放された形）」像（1992年、焼かれた粘土）市庁舎前
- ヴォルフガング・ロスドイチャー作「Magisches Quadrat（直訳: 魔方陣）」像（1993年、大理石）ギムナジウムの入り口前
- ベルント・アルテンシュタイン作「Disput（直訳: 討論）」像（2009年、ブロンズ）「教育の家」の入り口前
- ヴェルナー・ベルゲス作「Jede Menge Leute（直訳: 多くの人々）」像（2012年、スチール）ディンクラーガー通りとジュートリングとの交差点[32]
- アルフレート・ブラーマン作の文化・スポーツセンター「ローネウム」前の像（2018年、スチール）フェヒター通り[33]
- ベルント・マロ作「Zwei Moorarbeiter（直訳: 2人の湿原労働者）」像（2020年、ブロンズ）
- ウルリヒ・フォックス作「Begegnung（直訳: 出会い）」（2020年、ブロンズ）パストラーツミューレ近く
- その他市内各所に彫刻がある

多くの彫刻作品が、1992年にローネ市が開催した彫刻シンポジウムをきっかけに制作された。
ローネ市内には、畑や路傍の十字架が100基以上存在する。

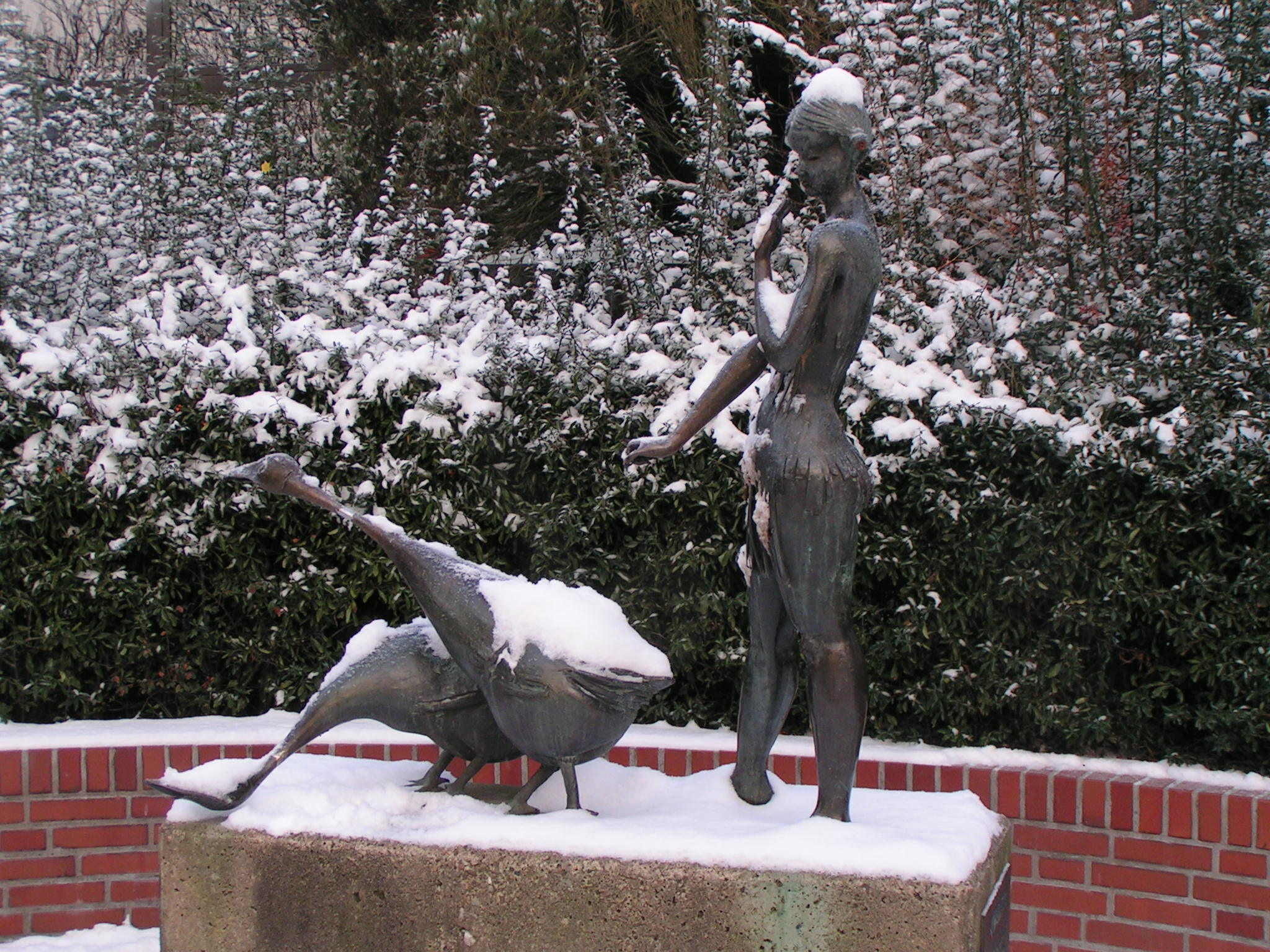
Gänseliesel（ガチョウ番の娘）
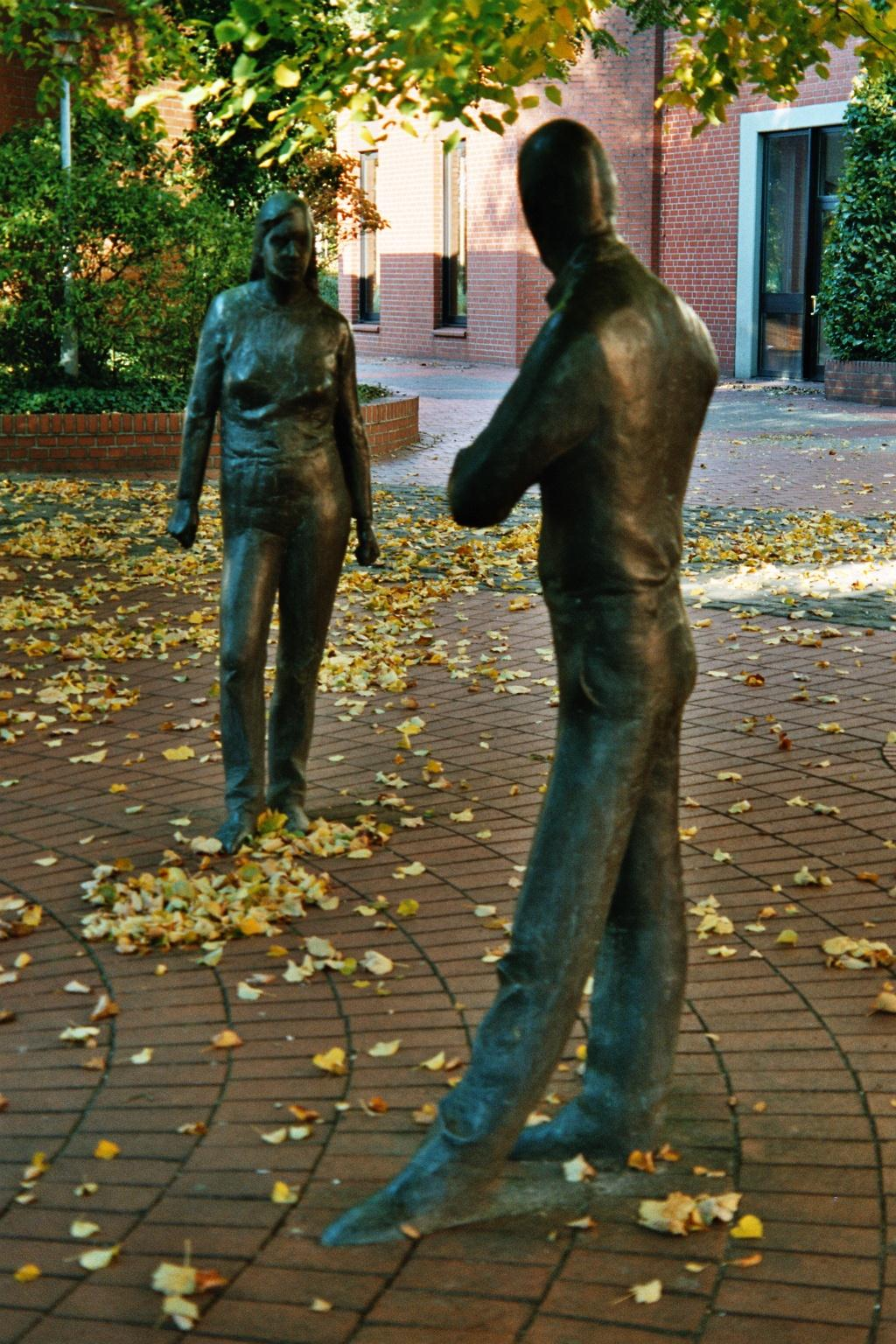
ホルガー・フォークト作の Begegnung（出会い）
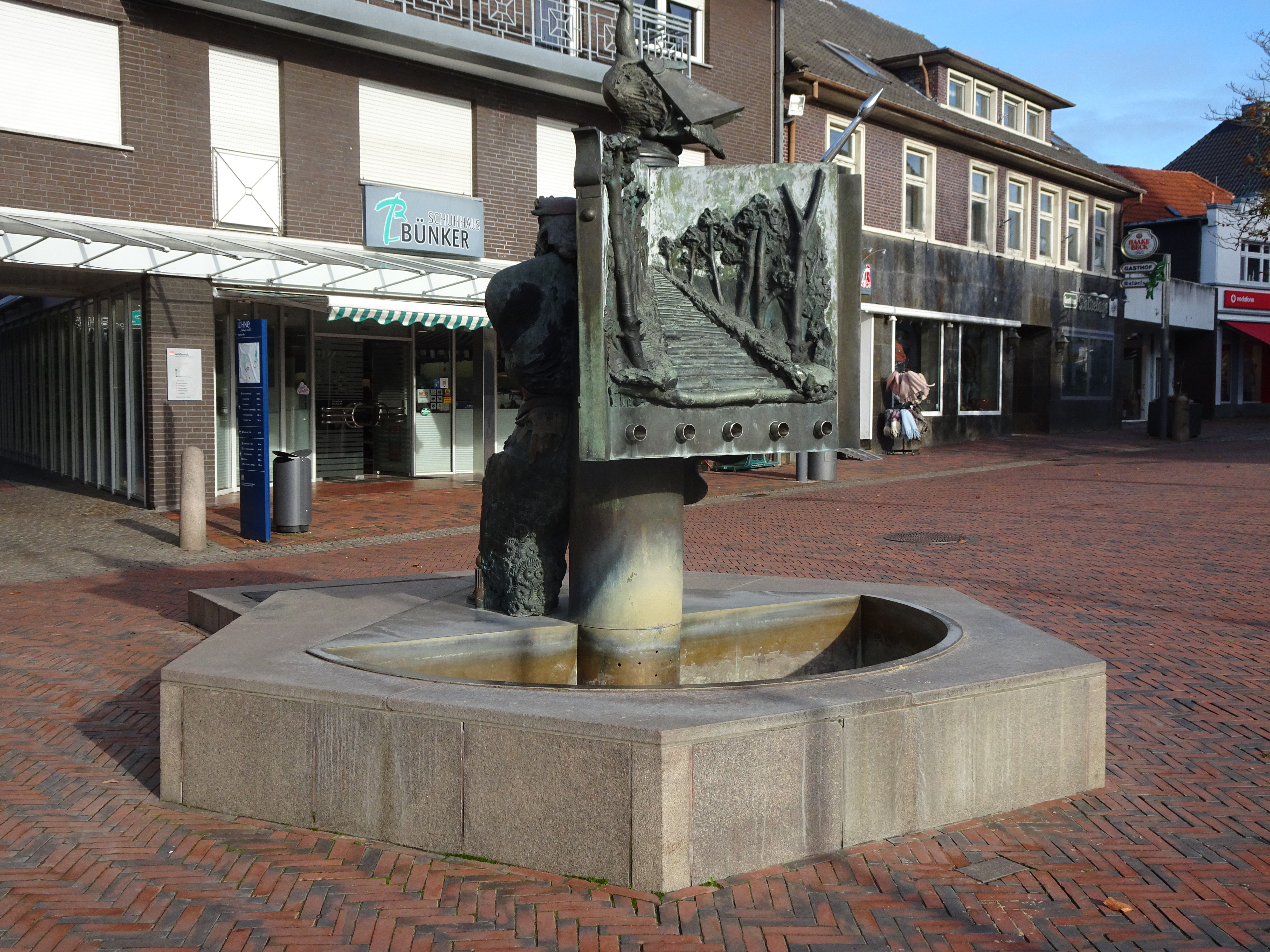
EGOLOHNE 88
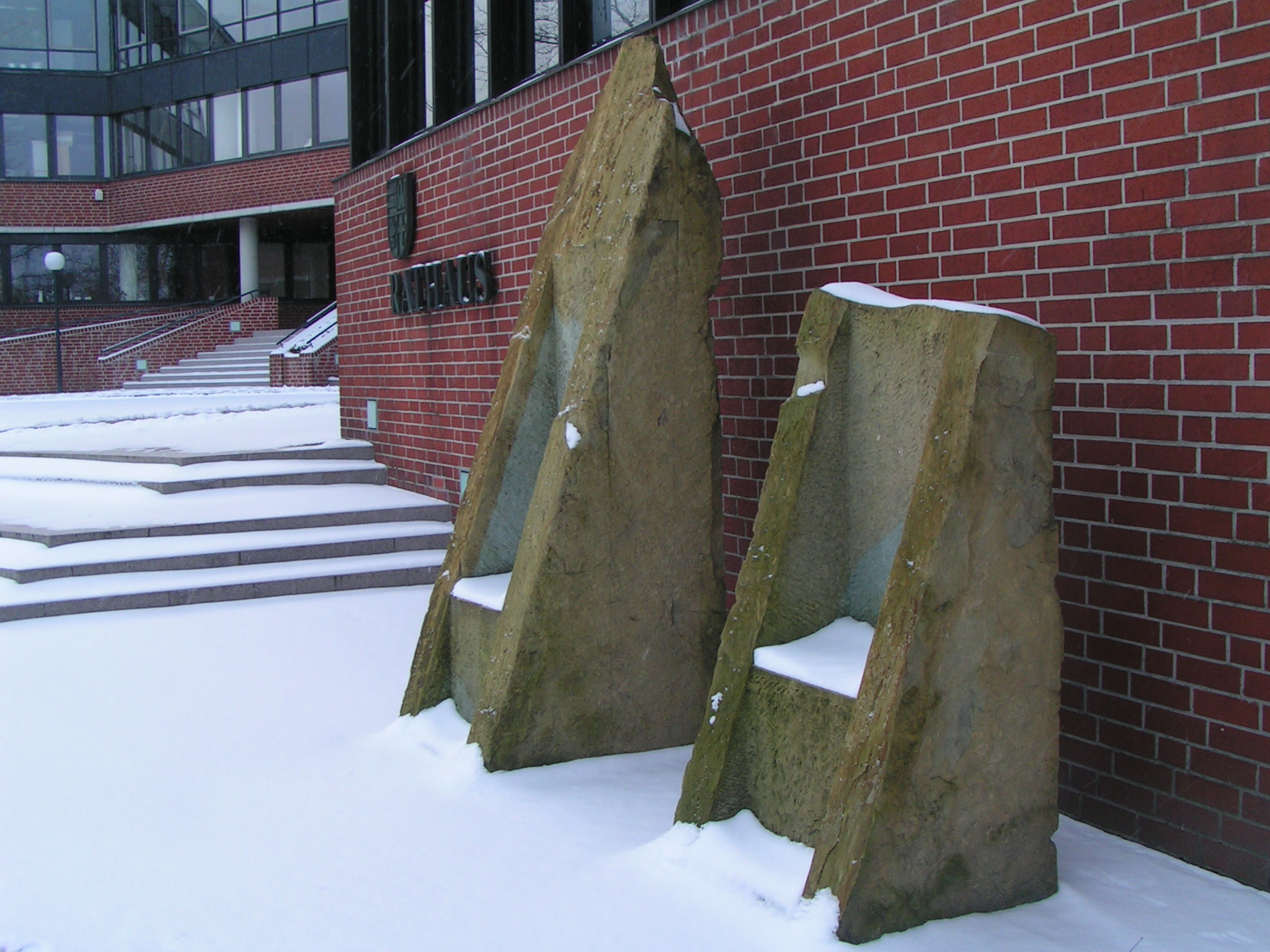
Zwei Stühle-Thron（2つの玉座）
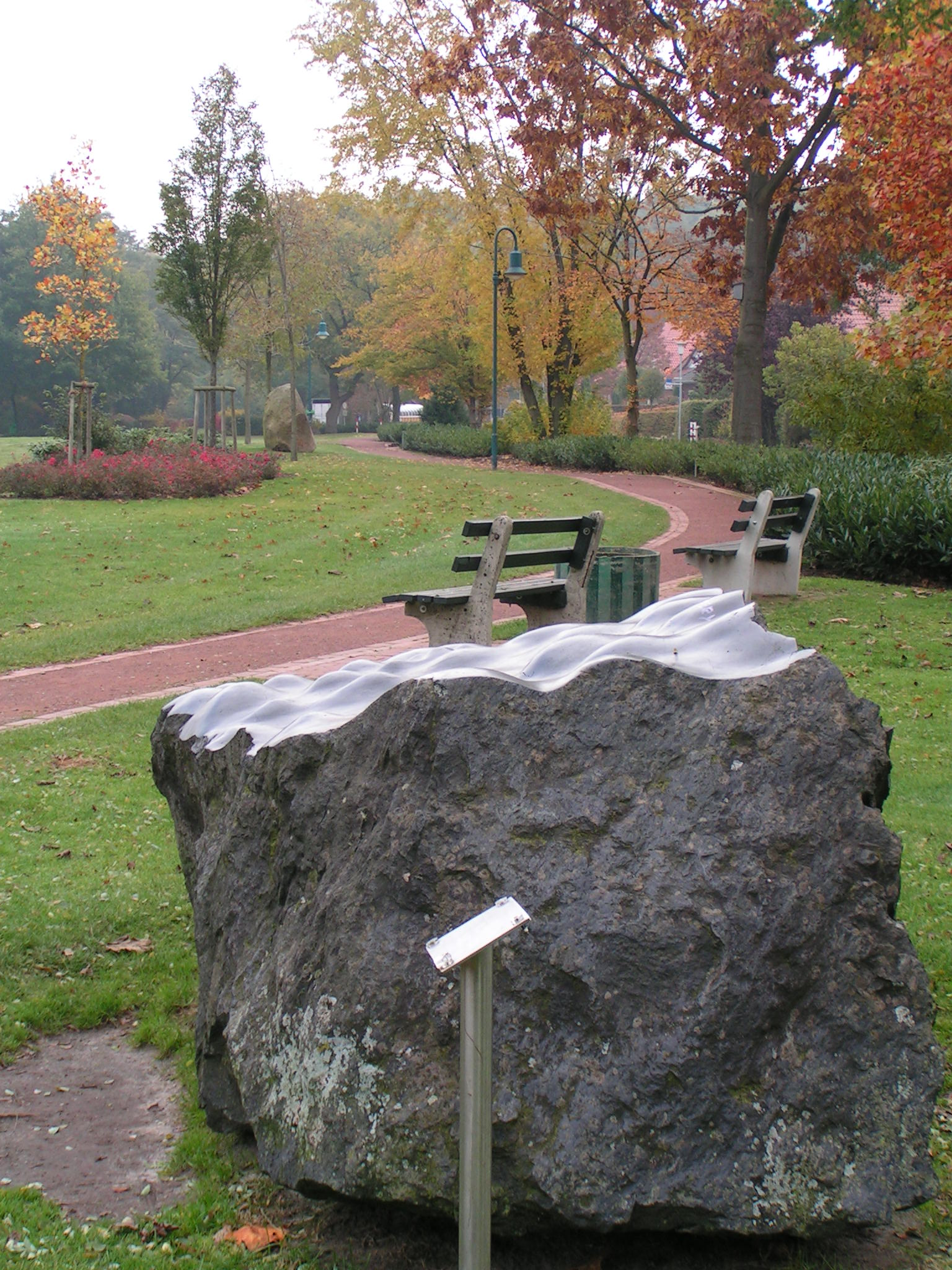
Lohner Wasserstein（ローネの水岩）
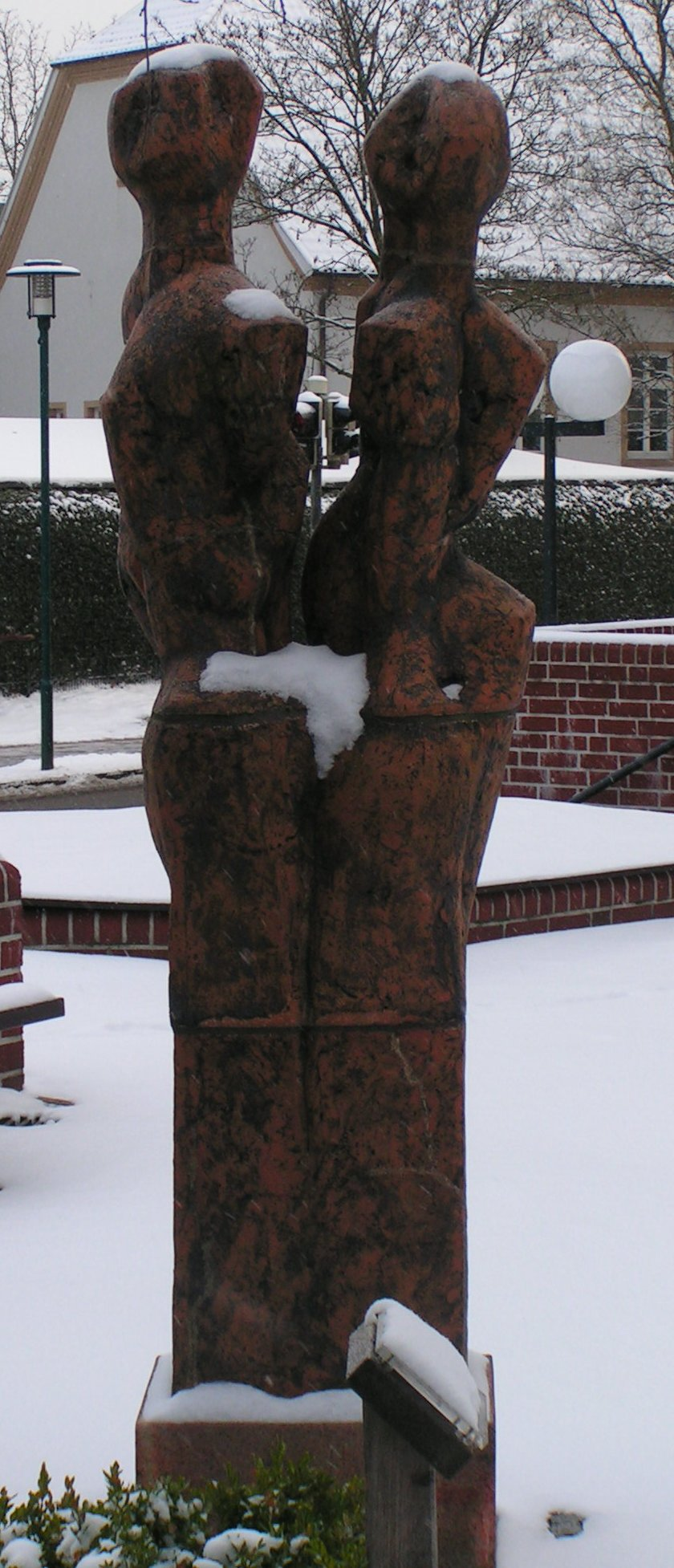
Befreite Formen（解放された形）
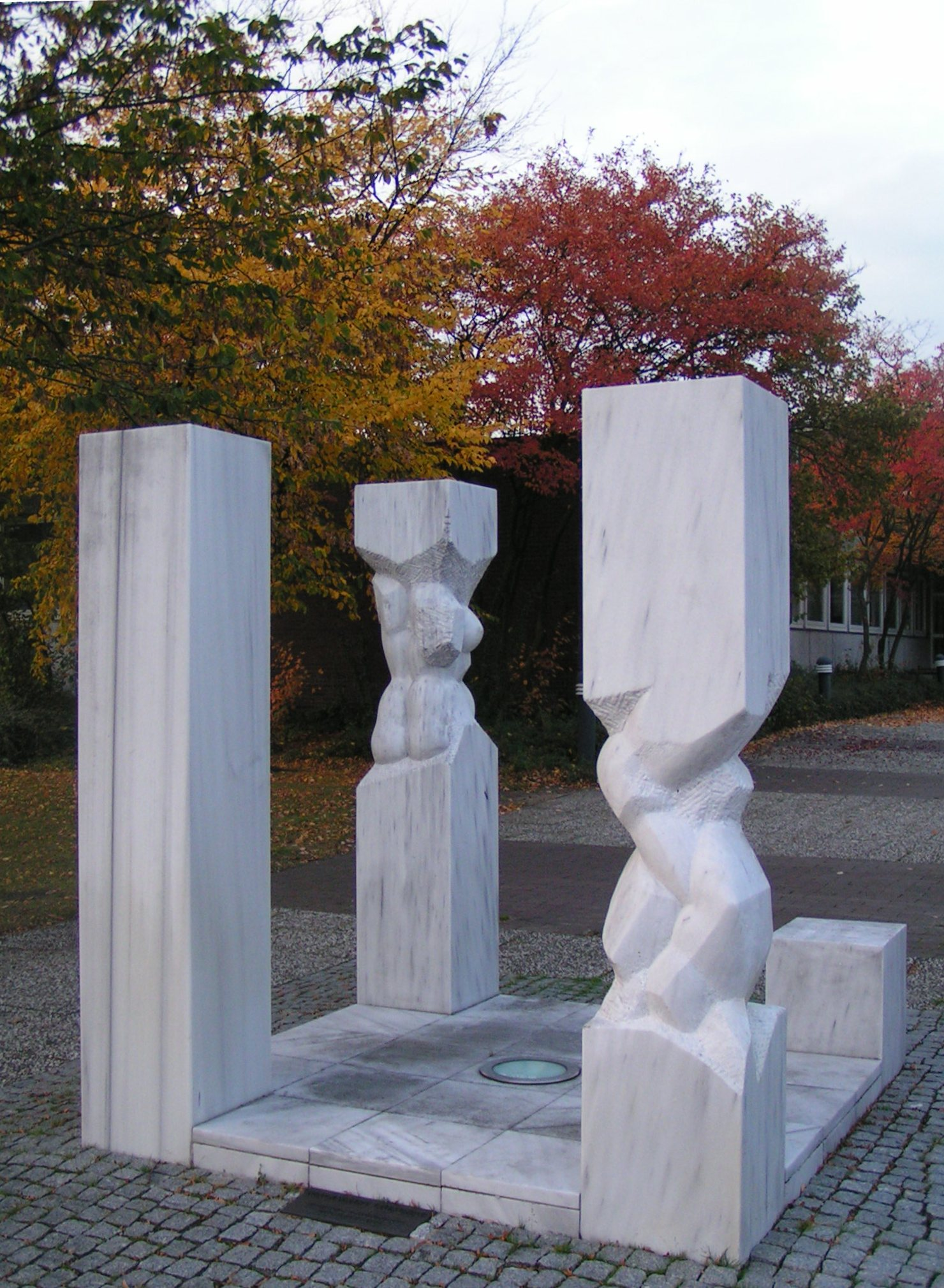
Magisches Quadrat（魔方陣）
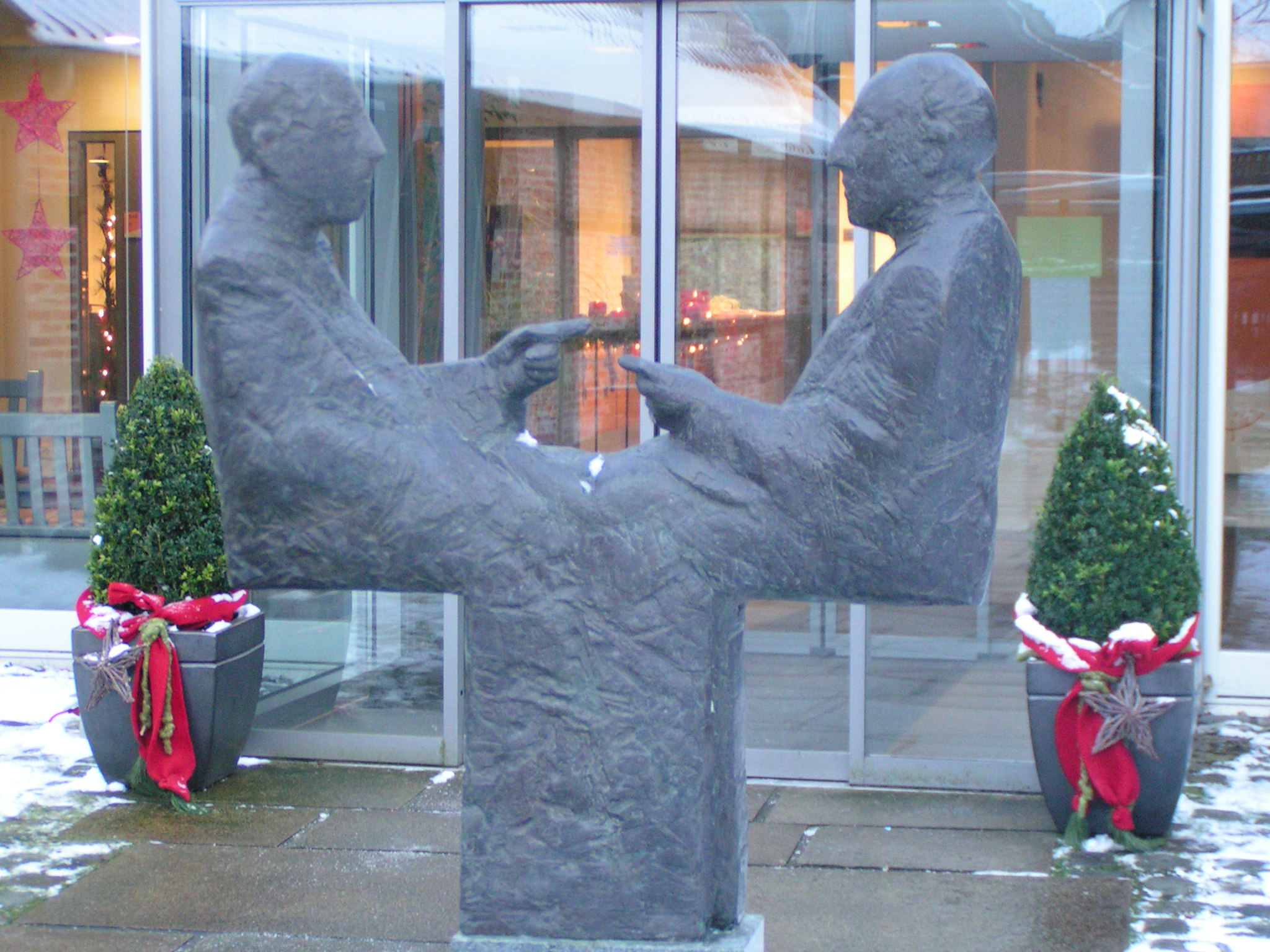
Disput（討論）

### 保養地
- 市立公園
- 展望塔周辺のシュタットヴァルト（市の森）
- ホーペン / ルーネンブロック保養地区
  - 鉄道路線両側のホーペン城の森
  - ローネ学習林がある市民気候公園
  - ルーネンブロック
- ブレーゲルの森
- ビオトープ・ハムベルク

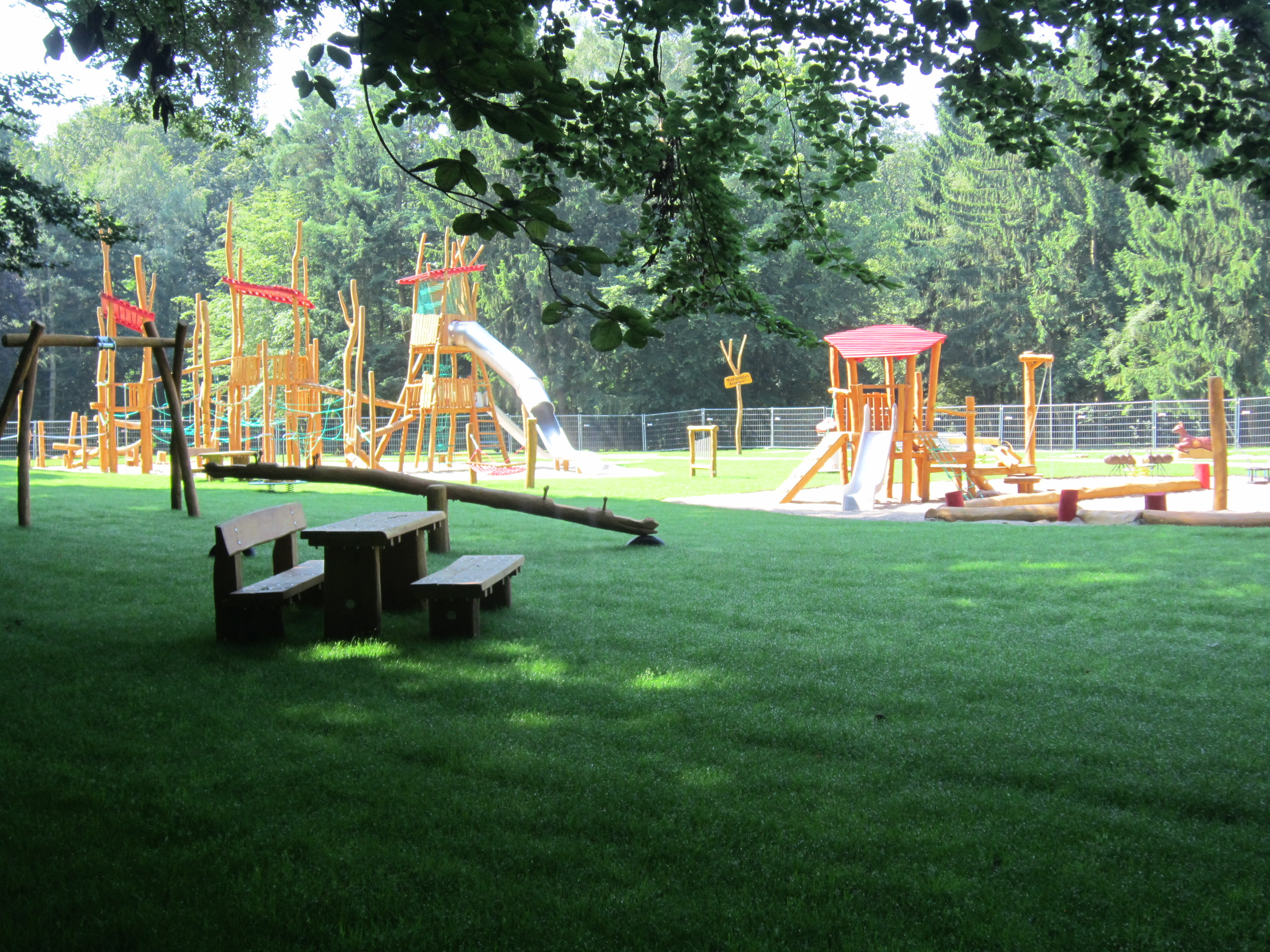
ホーペン城の森の遊具広場
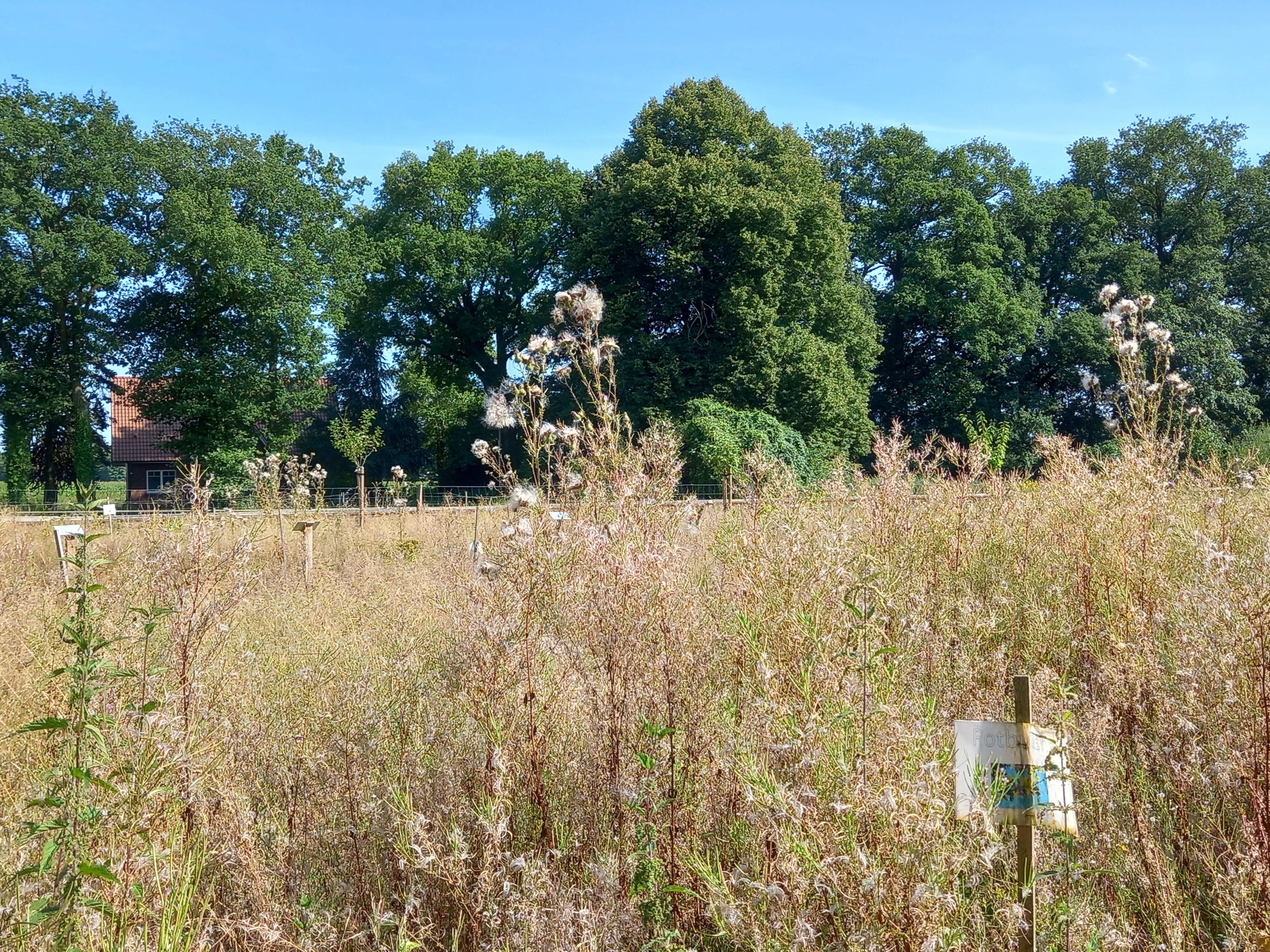
市民気候広場の一角にある学習林
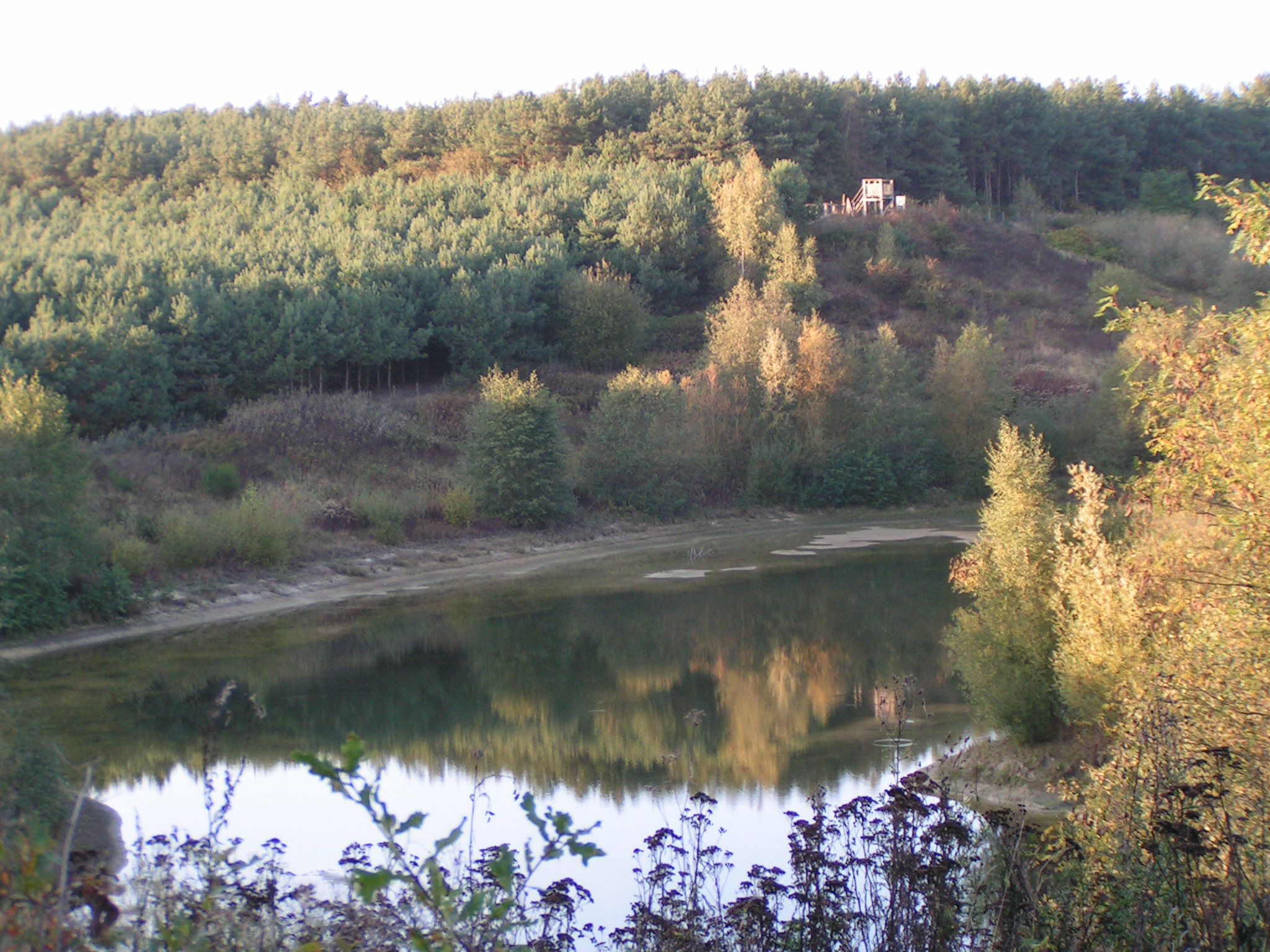
ビオトープ・ハムベルク

### 観光ルート
ローネの市域を観光街道の「ボクセンシュトップ＝ルート」、「ニーダーザクセン・ミューレン街道」、工業文化欧州ルート網に含まれる「北西部工業文化ルート」が通っている。また、ヤコブの巡礼路の一部をなすピッカーヴェークもこの町を通っている。ピッカーヴェークはヨーロッパで最も古い文化街道の一部である。さらに、ブレーメンとオスナブリュックとを結ぶブリュッケン自転車道の西の支線がローネを通っている。

### スポーツ
ローネ市でスポーツ活動を行っている主な重要なクラブには、「TuS ブラウ＝ヴァイス・ローネ」、「グリュン＝バイス・ブロックドルフ 1930」スポーツクラブ、「シュヴァルツ＝ヴァイス・クローゲ＝エーレンドルフ 1947」、サッカークラブの「Amasya Spor」、テニスクラブの「TC ローネ 1980 e.V.」、「ゴルフクラブ・グート・ブレットベルク・ローネ e.V.」が挙げられる。ローネ市のウェブサイトには、18のスポーツクラブが紹介されている。
特に重要なのは、2015年に設立されたクラブ「ステージ 7 - タンツハウス・ローネ」で、2020年から2021年にローネウムの向かいに自前のダンスホールを建設した。

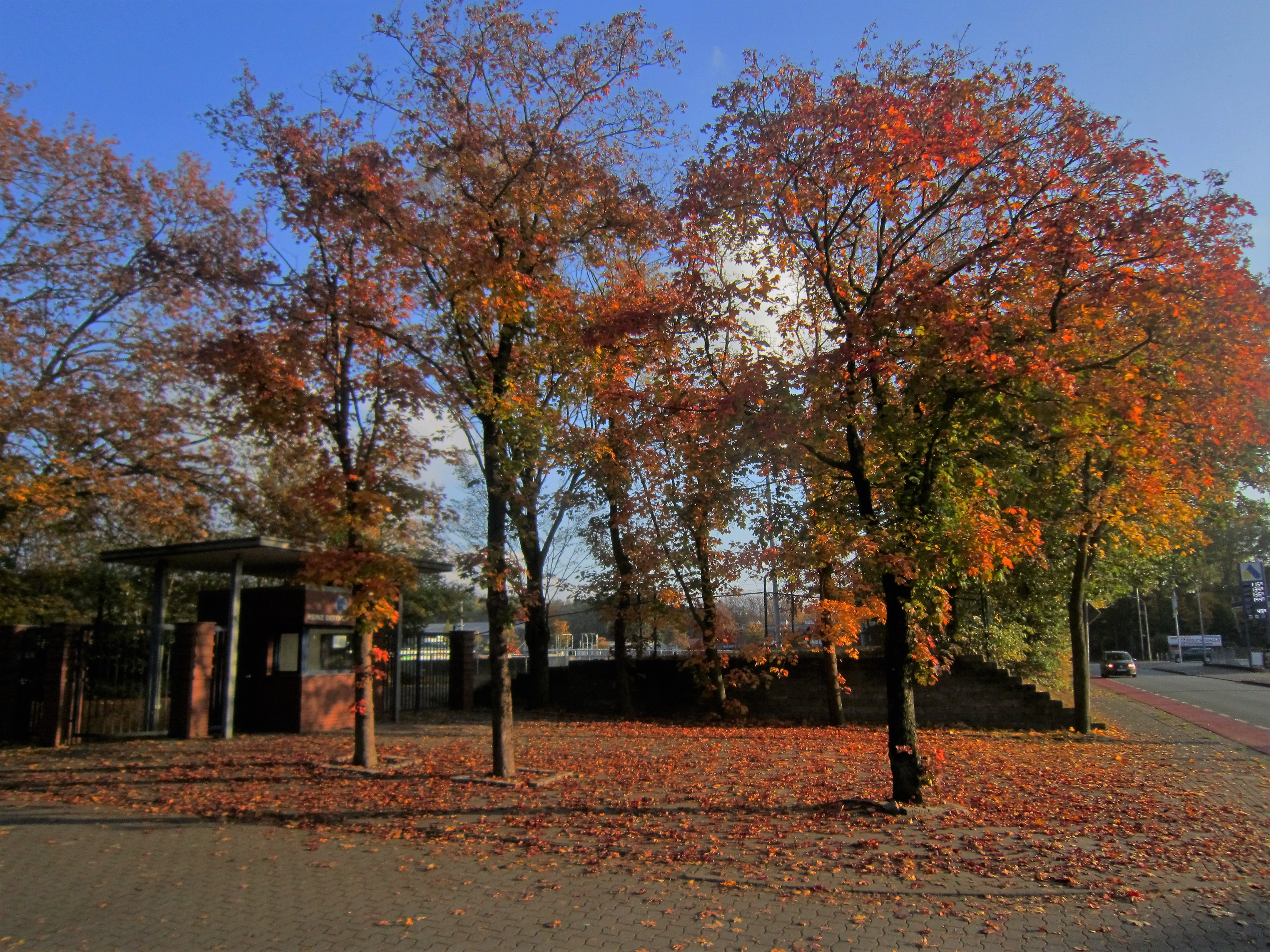
TuS ブラウ＝ヴァイス・ローネのホームグラウンドであるハインツ＝デトマール＝シュターディオン
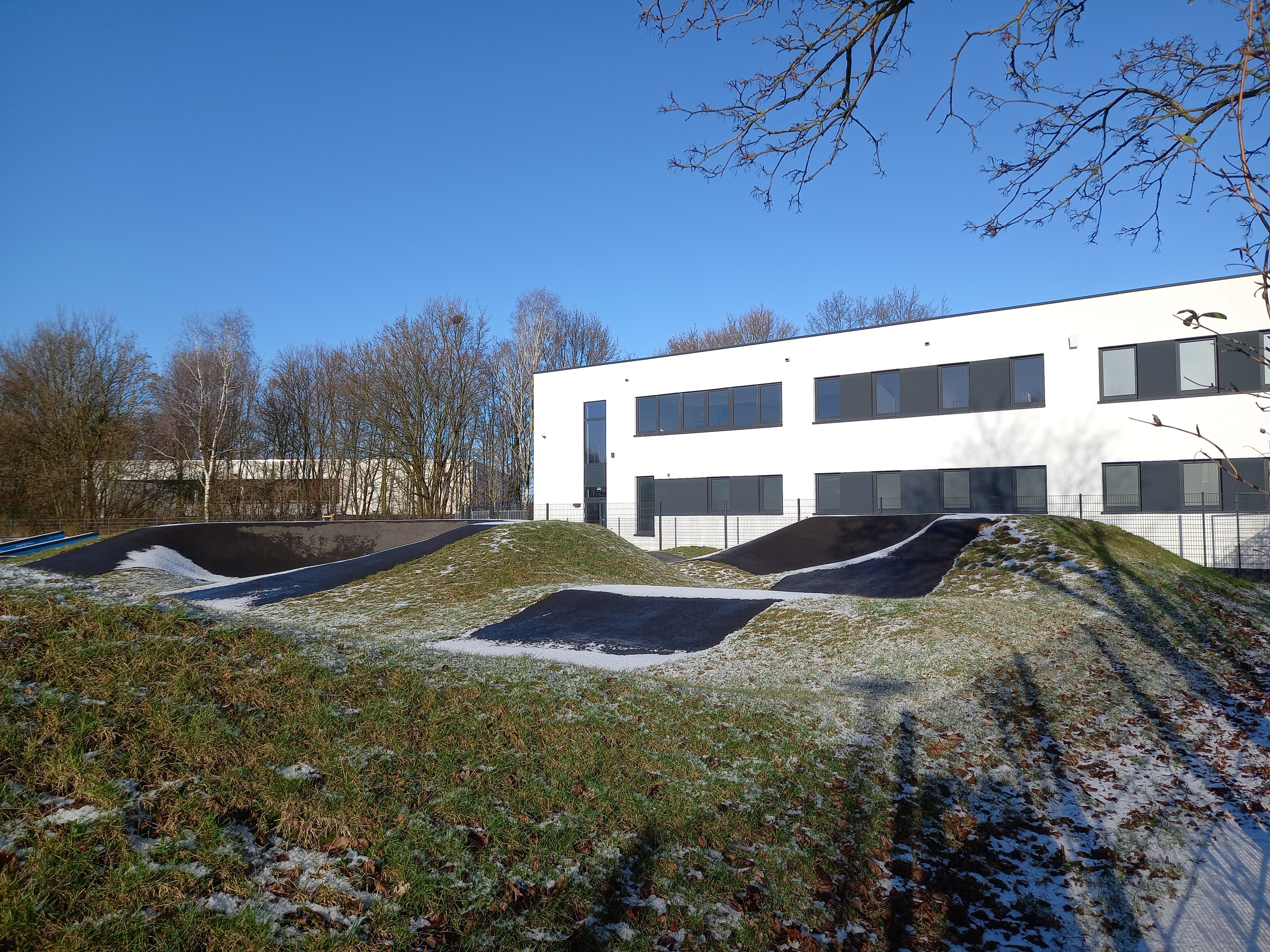
ローネウム（左奥、木立の向こう側）、ダンスホールとスケートコース（前景）

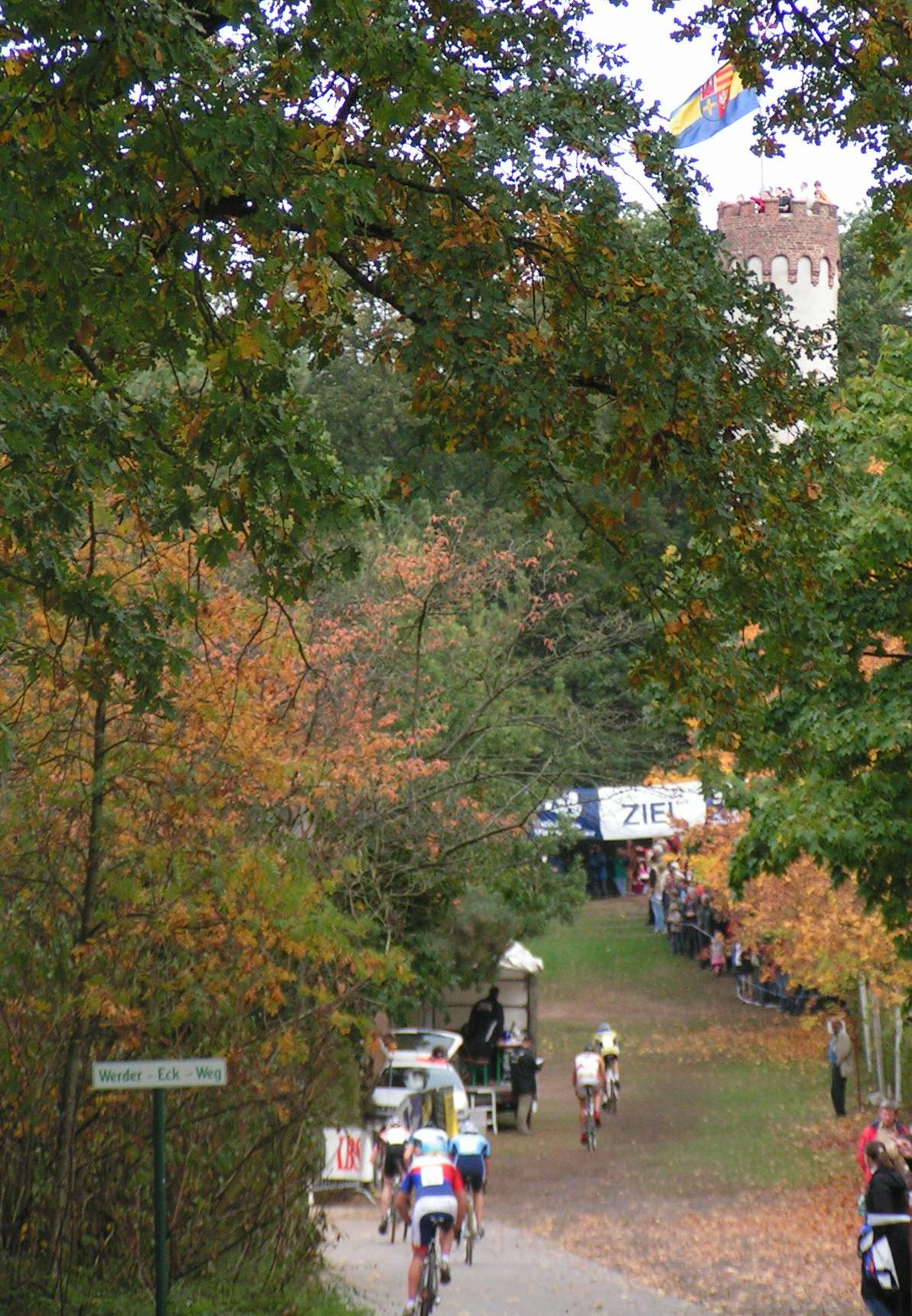
ローネ展望塔周辺の自転車レース

### 年中行事
- ニューイヤーコンサート（1月はじめ）
- ホームレスピクニック、リーセラー・ドルフプラッツ（5月1日）
- 文化の日（2年ごと、4月または5月）
- ローネ・マラソン（5月半ば）
- ボーケルン＝メルシェンドルフ射撃祭（キリスト昇天祭前後）
- 春のキルメス（聖体の祝日後の週末）
- ローネ射撃クラブの射撃祭（7月の第2日曜日前後）
- フォスベルク住民祭（7月第4週末）[41]
- 市祭（9月第2週末）[42]
- 秋のキルメス（10月第2週末）
- ローネ展望塔周辺の自転車レース（10月後半）
- 市立公園のリヒトフェスト（光の祭、花火大会、10月最終日曜日）[43]
- マイスターコンサート[44]

## 経済と社会資本

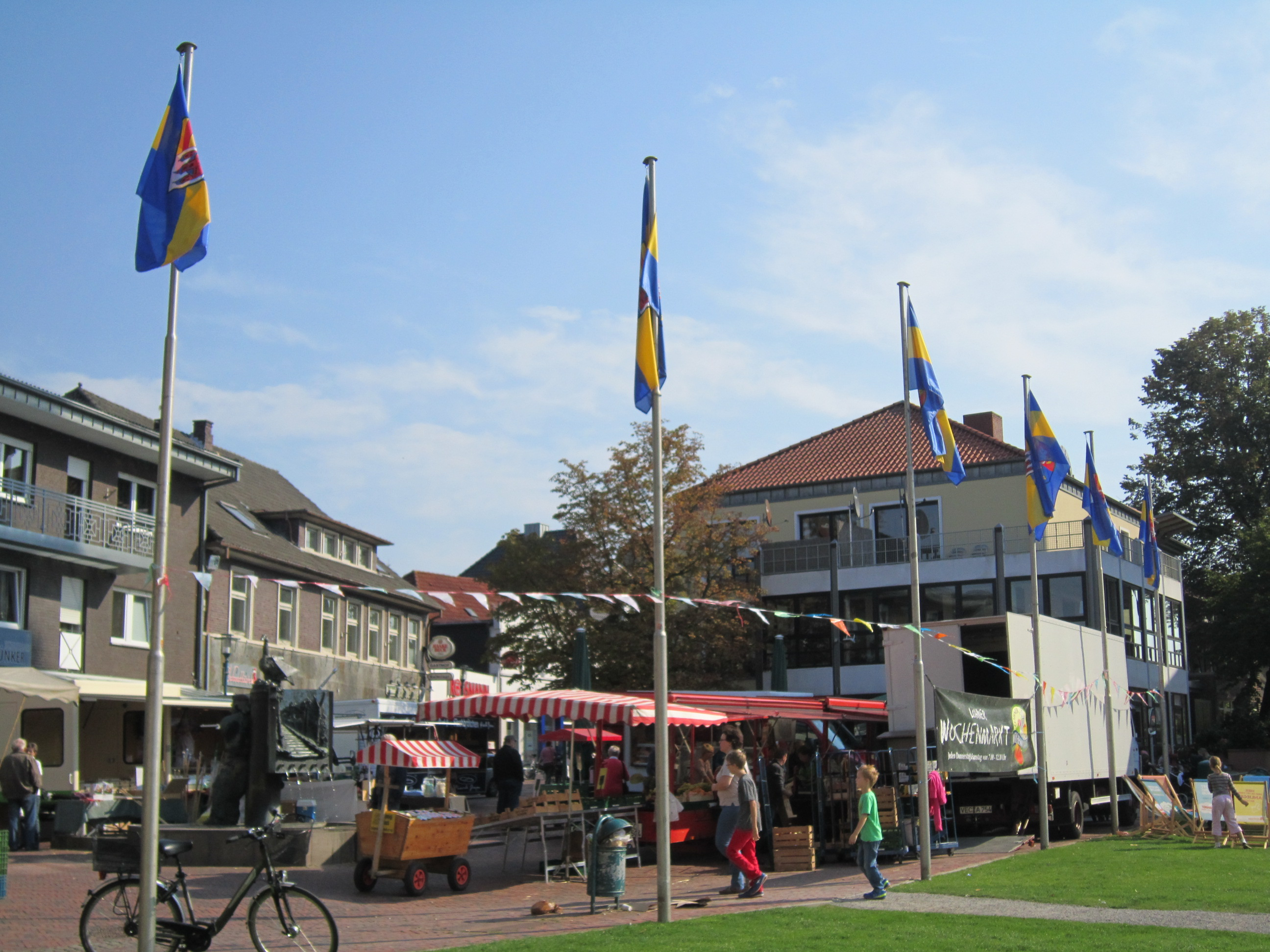
ローネの週の市

ローネは「特殊工業の街」として全国的にもその名を知られている。1900年頃には既に、ローネにダイカスト工場 1社、機械製造工場 1社、筆・ブラシ工場 2社、機械織布工場 1社、ソーセージ工場 1社、セメント製品製造を含むレンガ工場 数社、で単採掘業者 1社、ボール紙製造業者 1社、その他製造業者が多数あった。ローネの工業は当時、その規模の大きさよりも特殊性によって特徴付けられていた。1950年代から合成樹脂工業がローネ経済の骨格を形成するようになった。現在では、金属加工業、機械・器具製造業、包装業、コルク産業、食品産業、農業、多様性分野での手工業がローネに存在している。
ローネが郡庁所在地であるフェヒタと同様の中級中心都市は、郡の職業学校の大部分がローネにあることからも分かる。
毎週木曜日と日曜日にアルト・マルクトで、時にはリクスハイマー広場でも週の市が開かれる。

### 地元企業

#### 合成樹脂加工業者
- ATKA 合成樹脂加工
- ベリー・ブラムラーゲ
- デロ・デトマール包装
- フランツ・ヘンケ合成樹脂製品および用具
- クローネン＝ハンザ＝ヴェルク
- ノヴァック
- ポリテック・リーセルマン
- ペッペルマン

#### その他の企業
ローネには多彩な中小企業や大企業がある。たとえば、以下の企業などである。

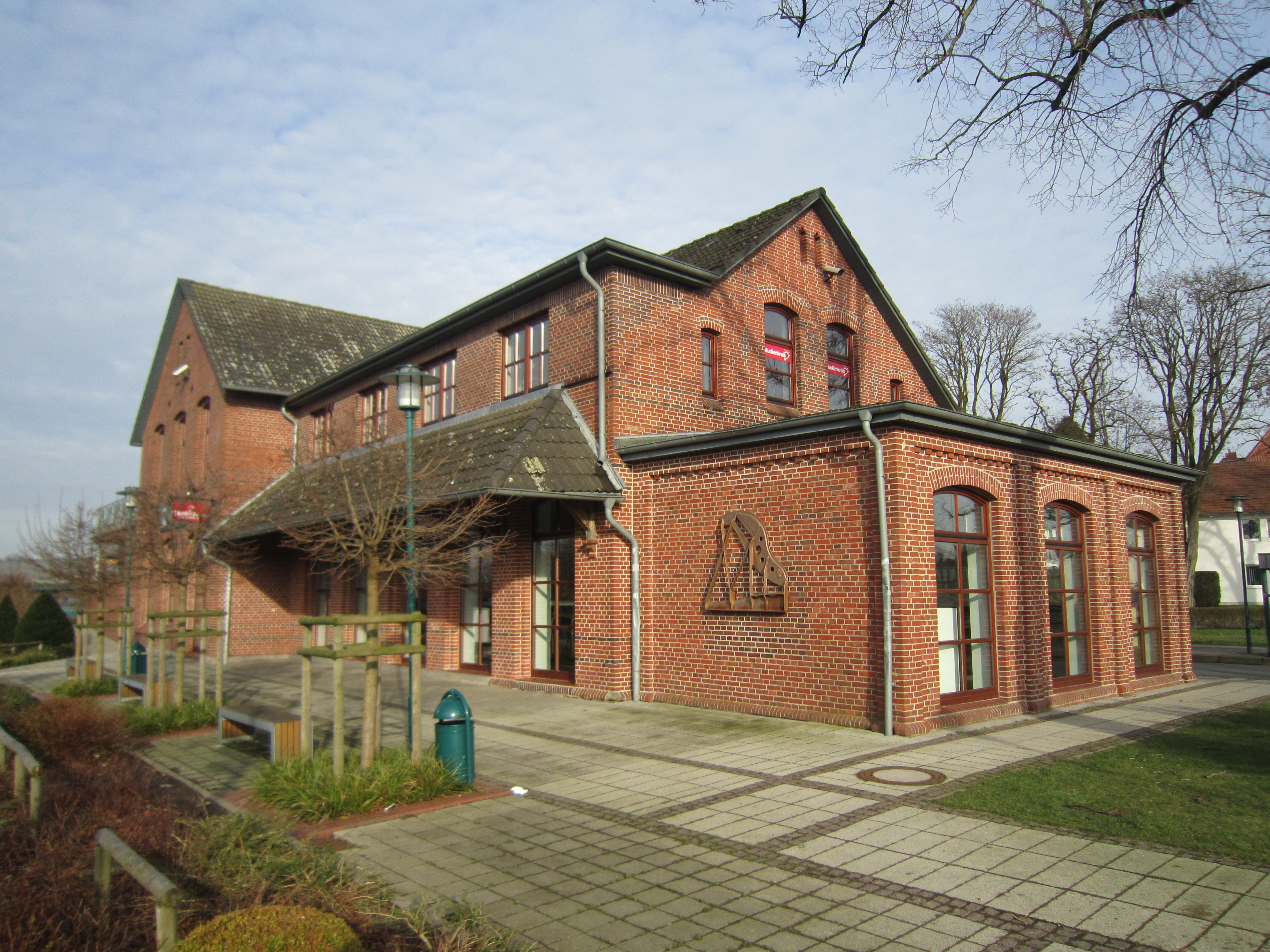
ローネ駅

- エンヴィテック・バイオガス
- PHWグループ（ドイツ語版、英語版）
- ヴュルト・グループ

### 交通
本市は、連邦アウトバーン A1号線（欧州自動車道路 E37号線）沿い、ブレーメンとオスナブリュックとの間に位置しており、ローネ/ディンクラーゲ・インターチェンジ経由でアクセスできる。
駅は鉄道デルメンホルスト - ヘゼーペ線の駅である。ローネ駅では、ノルトヴェストバーンの列車 RB 58 が1時間間隔でブレーメンやオスナブリュックに向かって運行している。
1999年までは軽便鉄道ローネ - ディンクラーゲ線が運行していた。この路線の旅客運行は1954年に廃止されていた。この路線の廃線後、軌道跡は自転車道に転用されている。
2013年からフェヒタ郡交通共同体の枠組みで、オルデンブルガー・ミュンスターラントの全ての市町村を結ぶバス路線 moobil+ が運行されている。これ以後、1時間ごとにドリンクラーゲ行きやメルシェンドルフ市区へのバスが運行している。また、ヴェーザー＝エムス＝ブスなどがダンメやディープホルツへの週末バスを運行している。
ライン＝ルール地方とブレーメンやハンブルクの海港とを結ぶ（途中ローネを通る）「ハンザ運河」と呼ばれる運河の計画が1920年代から存在したが、1950年に最終的に廃止された。
最寄りの国際空港はブレーメン空港（80 km 北）、ミュンスター/オスナブリュック空港（80 km 南）である。近くの小さな飛行場には、ディープホルツ＝デュンマーラント飛行場やダンメ飛行場がある。
アウトバーンのローネ/ディンクラーゲインターチェンジ沿いのモーターパークには、テスラ・スパーチャージャー・タイプの急速充電システムが装備されている。
北西ドイツの他の地域と同じように、ローネではサイクリングが盛んで、多くの自転車道がある。

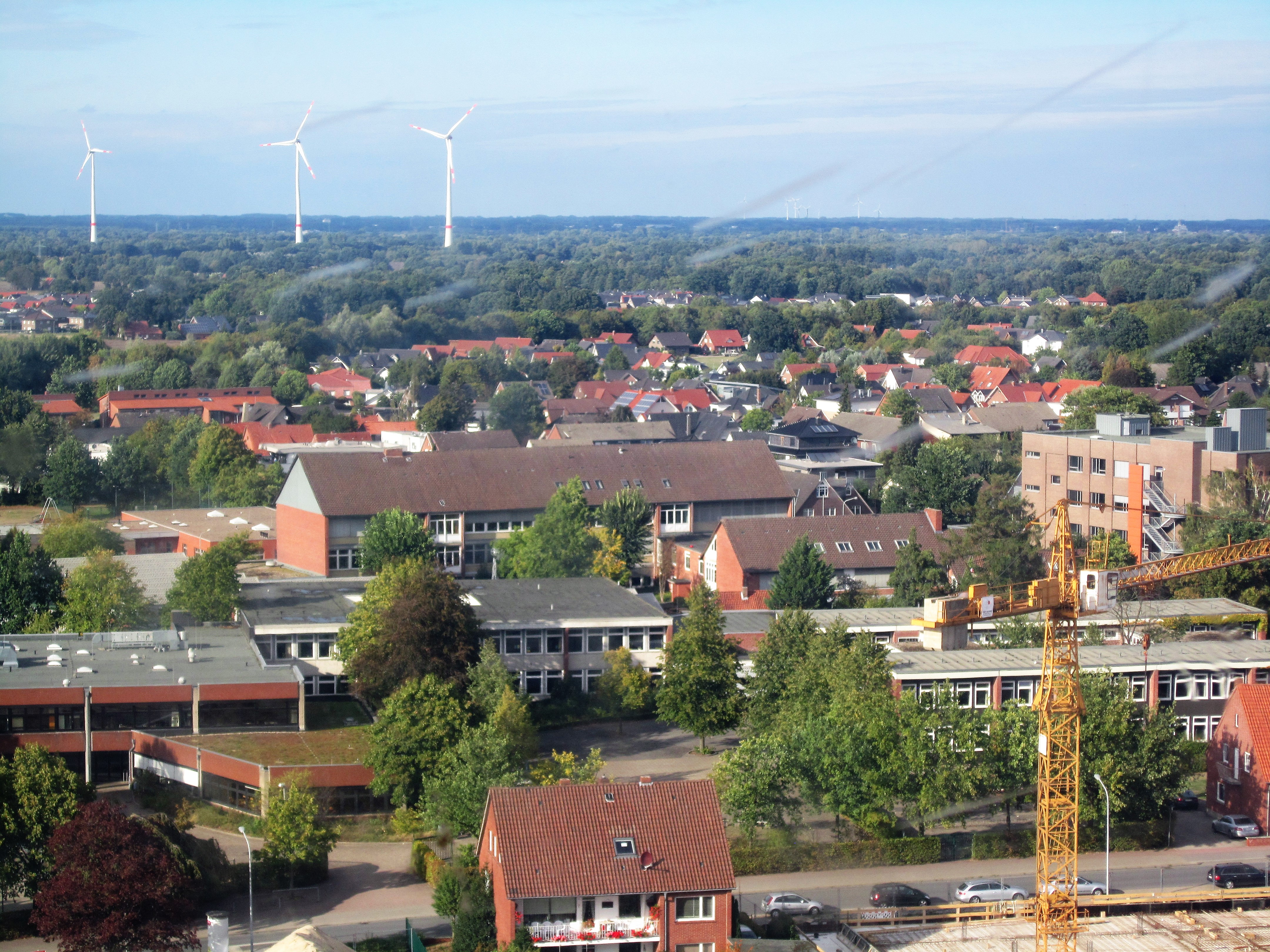
ローネ学校センター

### 教育と訓練
- 幼稚園。保育園 9園、このうち3園が託児所を併設、1園が「森のようちえん」クラスを持つ[47]。
- 学習幼稚園 1園
- 基礎課程学校 6校（フランツィスクスシューレ、ゲルトルーデンシューレ、ケッテラーシューレ、フォン＝ガーレン＝シューレ、ブロックドルフ基礎課程学校、クローゲ基礎課程学校）
- 本課程学校 1校（シュテーゲマンシューレ）
- 実科学校 2校（マイヤーホーフ通りの実科学校、アルベルト＝シュヴァイツァー実科学校）
- 一般教育ギムナジウム 1校（ギムナジウム・ローネ）
- 職業教育学校 2校: アドルフ＝コルピング＝シューレ（工学ギムナジウム 兼 職業学校）、ローネ商業学校（経済ギムナジウム、商業学校 兼 職業学校）
- 養護学校 1校（マリエンシューレ）
- 教育支援学校 1校（フォン＝シュラウフェンベルク＝シューレ）
- 看護学校 1校（聖フランツィスクス病院内）
- 音楽学校 1校（ローネ音楽学校 e.V.）
- 家族教育センター（「ハウス・デア・ビルドゥング」内）

ローネの学校システムの特殊性は、中核市区にある4校の基礎課程学校全てが、ローネ市が運営するカトリック系の学校であるという点にある。提案された基礎課程学校を様々な信仰を持つ生徒のための学校にしようとする案は、2015年10月保護者の投票の結果大多数で否決された。
10歳から14歳の、非社会的および/または高度の非行を行った男子を対象として2010年に設立されたカリタス社会福祉法人の「閉鎖型集中治療生活グループ (GITW)」は公の議論の対象となった。2013年のニーダーザクセン州のドイツ社会民主党と同盟90/緑の党との連立政権は、「ローネの閉鎖型少年施設を、非閉鎖型の集中的教育少年支援施設に発展させること」を提唱した。この施設のすぐ隣には、やはりカリタス社会福祉法人が運営する「青少年集中居住施設 (JWHI)」が1988年からあり、男女の青少年を対象に定期的な、集中治療エリアが設けられている。

### 医療・健康
カトリック教会が運営する聖フランツィスクス病院は1856年に創設された。

## 人物

### 出身者
- ヨーゼフ・ヘンペルマン（ドイツ語版、英語版）（1893年 - 1967年）政治家
- ヨハネス・シュメリング（ドイツ語版、英語版）（1950年 - ）オルガン奏者、作曲家
- ベノ・メールマン（ドイツ語版、英語版）（1954年 - ）サッカー選手、指導者
- ウルリヒ・キルヒホフ（ドイツ語版、英語版）（1967年 - ）障害馬術選手
- クリスティーナ・ブレーリング＝シュプレーエ（ドイツ語版、英語版）（1986年 - ）馬場馬術選手
- エリク・プファイファー（ドイツ語版、英語版）（1987年 - ）ボクサー
- ヴィヴィアン・エンデマン（ドイツ語版、英語版）（2001年 - ）サッカー選手

### ゆかりの人物
- ヴェルナー・ミュンヒ（ドイツ語版、英語版）（1940年 - ）政治家